# Madrid (stad)
Madrid is de hoofdstad en grootste stad van Spanje. De stad is tevens een gemeente en ligt in het midden van het land, op de Spaanse Hoogvlakte. De stad zelf heeft 3,2 miljoen inwoners en is een zogenaamde alpha-wereldstad. Madrid is de hoofdplaats van de gelijknamige autonome regio, een verstedelijkte agglomeratie van 6,7 miljoen inwoners en na Parijs de grootste agglomeratie van de Europese Unie.
Door de centrale ligging van de stad, de geschiedenis, politieke en financiële functies wordt Madrid beschouwd als de belangrijkste stad van het Iberisch Schiereiland. De inwoners van de stad heten Madrilenen, in het Spaans Madrileños. Hoewel de stad een druk verkeersnet heeft en het op twee na grootste metronetwerk van Europa, hebben de meeste wijken van de stad hun oorspronkelijke sfeer deels weten te behouden.
Veel bezochte bezienswaardigheden in Madrid zijn het Palacio Real, oftewel het Koninklijk Paleis, het Retiropark, het archeologisch museum en drie internationaal bekende kunstmusea: het Museo del Prado, het Museo Nacional Centro de Arte Reina Sofía en het Museo Thyssen-Bornemisza.

## Geschiedenis
Het gebied waarin Madrid ligt werd al bewoond in de prehistorie. Er zijn verschillende overblijfselen gevonden van in het bijzonder de Carpetanen, de Romeinen en de Visigoten.
In de 9e eeuw was het Iberisch Schiereiland grotendeels in bezit van de Moren. De toenmalige emir van het Arabische rijk Al-Andalus, Mohammed I van Córdoba, liet in die periode een eerste kasteel (alcázar) bouwen op de plek waar nu het Palacio Real van Madrid staat. Ook werd daar een kleine citadel, genaamd “al-Mudaina” gebouwd. Dit paleis stond aan de rivier Manzanares, die de Moren “al-Majrit” (Margerit) noemden, wat letterlijk ‘waterbron’ betekent. Dit was de eerste nederzetting die later uit zou groeien tot de stad Madrid.
De huidige naam Madrid stamt af van deze plek en deze Arabische term. De citadel werd in 1083 veroverd door Alfons VI van Castilië, die eigenlijk op weg was naar Toledo. De toenmalige moskee van Madrid werd door hem omgedoopt tot kerk, de Almudena-kathedraal, genoemd naar de Maagd Almudena. Tot ver in de 15e eeuw werd de stad bewoond door Moren en Sefardische Joden. Na vele problemen en een verwoestende brand werd de stad herbouwd door Hendrik III van Castilië. Hijzelf vestigde zich veilig buiten de stadsmuren in de nabijgelegen plaats “El Pardo”. In deze tijd werd in Spanje de strijd gevochten tussen het Rijk van Castilië en het Rijk van Aragón. De terugkomst van Isabella I en Ferdinand II maakte hier echter een einde aan.

### De verovering van Castilië

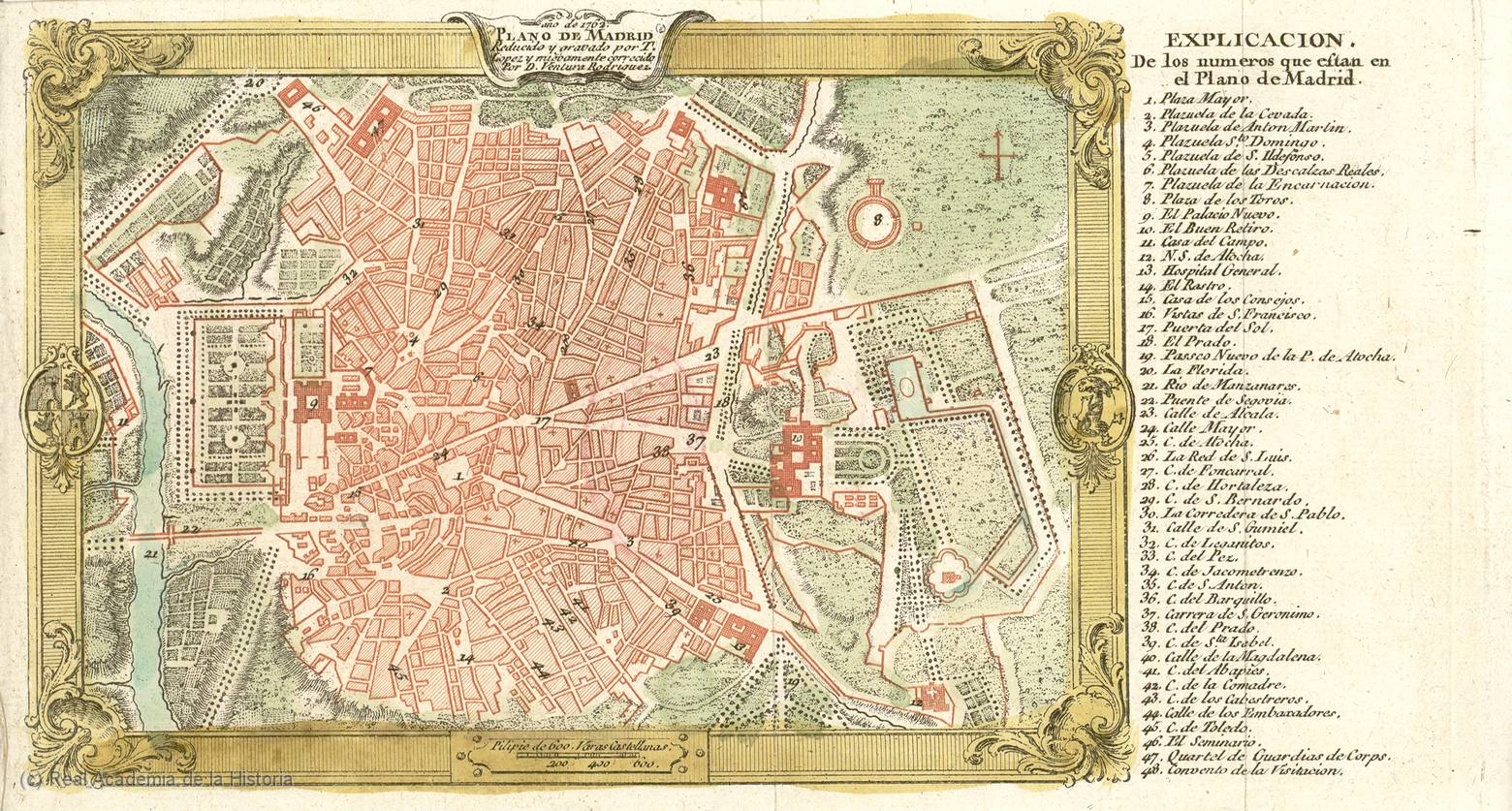
Madrid in 1762

In het jaar 1085, na de val van het taifarijk Toledo, kwam Madrid weer in katholieke handen. De stad groeide en kreeg in het jaar 1123 de officiële stadsrechten, en werd erkend als ‘villa’. Een van de machtigste families uit die tijd, de Trastámara-dynastie, woonde in die periode in Madrid. In 1520 arriveerde de nieuwe koning Karel I in Castilië, een buitenlander die niet eens de Spaanse taal beheerste. Hij verenigde het Rijk van Castilië met als hoofdstad Toledo, en het Rijk van Aragón met als hoofdstad Zaragoza tot het nieuwe Spanje. Vanaf dat moment veranderde Madrid in een van de tegenstanders van de koning tijdens de Opstand van de Comunidades. Desondanks verplaatste de zoon van de koning, Filips II, in 1561 het Spaanse gerechtshof naar Madrid, dat zodoende veranderde in de hoofdstad van het land, ook al werd dat officieel nooit verklaard. De tot dan toe machtigste stad van Castilië, Sevilla, bleef de uitvalsbasis voor de grootschalige Spaanse kolonisatie, maar Madrid had vanaf nu de macht over Sevilla.

### 18e en 19e eeuw

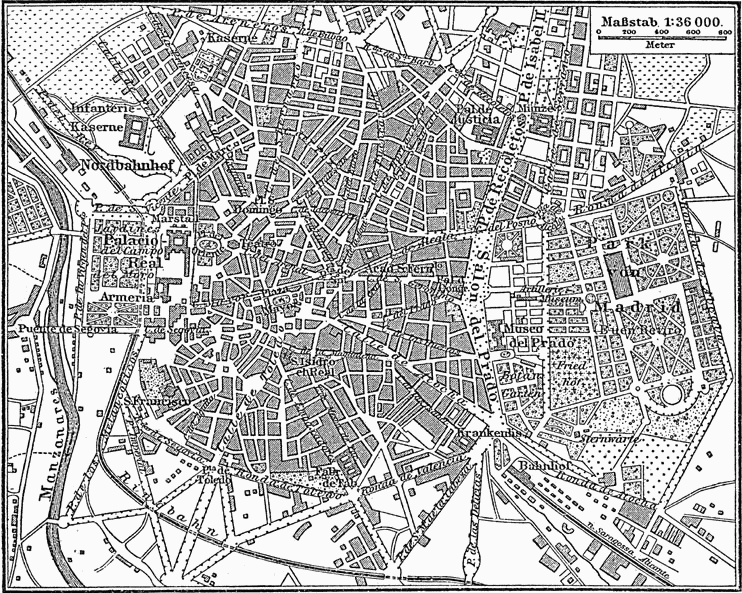
Kaart van Madrid uit 1888

De koninklijke familie Bourbon, in de figuur van Filips V besloot decennia later dat een Europese hoofdstad niet in zulke staat als het toenmalige Madrid kon verkeren, en liet daarom een aantal nieuwe paleizen (waaronder het huidige Koninklijk Paleis) bouwen. Toch zou Madrid pas een moderne stad worden in de tijd van Karel III (1716-1788). Hij knapte de stad grootschalig op en bouwde o.a. bruggen en ziekenhuizen en legde parken, groene lanen en fonteinen aan. Deze koning werd naar zeggen de populairste leider van het land ooit en de bevolking van Madrid was dan ook zeer ontevreden over het aanstellen tot koning van zijn zoon Karel IV. Deze koning trad af, na de slag van Aranjuez, waarin hij de strijd aanging met zijn eigen zoon Ferdinand VII. Ook hij hield de troon niet lang in bezit, want nog in dezelfde maand (mei 1808) werd de stad veroverd door de troepen van Napoleon Bonaparte, en begon de Spaanse Onafhankelijkheidsoorlog. Na de strijd, in 1814, nam Fernando VII de Spaanse troon opnieuw in. Vanaf dat moment begon in Madrid een periode met liberale en conservatieve politieke stromingen. Eveneens werd de troon overgenomen door koningin Isabella II.

### Begin van de 20e eeuw
In de jaren 20 van de 20e eeuw was het inwonertal van Madrid gegroeid tot meer dan 1 miljoen mensen. Deze groei vereiste stadsuitbreiding, waardoor voormalige dorpen als Carabanchel, Chamartín de la Rosa, Fuencarral en Vicálvaro aan de stad werden ‘vastgebouwd’. Ook werd een groot aantal nieuwe wijken geconstrueerd, zoals Las Ventas en Tetuán, waar een groot deel van de nieuwe bevolking van Madrid ging wonen. Al deze veranderingen zorgden voor het idee van ‘Ciudad Lineal’, een groot nieuw stadsdistrict, ontworpen door Arturo Soria. Tegelijkertijd werd de verkeersader Gran Vía geopend, die het verkeer in de binnenstad moest ontlasten en ook werd de metro van Madrid in werking gesteld.
Ook politiek vonden er grote veranderingen plaats: in 1931 de komst van de Tweede Spaanse Republiek, en in 1936 het begin van de Spaanse Burgeroorlog. Madrid was een van de zwaarst getroffen steden tijdens deze oorlog (1936-1939). De republikeinen gebruikten de stad als hun uitvalsbasis en vooral de westerse districten kregen het zwaar te verduren onder de gevechten met de fascistische vijanden. De stad verkeerde gedurende drie jaar onder bezetting, tot de overgave in maart 1939. Madrid was de eerste stad in de geschiedenis die werd gebombardeerd door vliegtuigen met het doel burgers te raken.

### 20e eeuw: dictatuur en monarchie

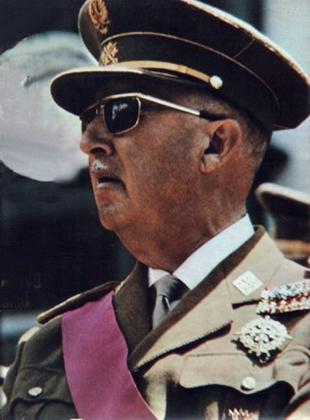
Francisco Franco

Na het einde van de Spaanse Burgeroorlog in 1939, kwam de macht over Madrid en heel Spanje in handen van dictator Francisco Franco. Het inwonertal van de stad bleef snel stijgen en honderdduizenden Spanjaarden arriveerden in Madrid op zoek naar werk. Vooral de zuidkant van de stad werd op grote schaal geïndustrialiseerd. In de jaren 40 werden door de buitenproportionele groei, onder andere de plaatsen Barajas, Aravaca, Canillas, El Pardo, Hortaleza en Villaverde door de stad opgeslokt. Het oppervlak van de stad vertienvoudigde zich van 66 km² naar 607 km². Pas in 1963 verplaatste de demografische groei zich naar buiten de stad, en ontstond de zogenaamde ‘periferia’ van Madrid, bestaande uit voorsteden zoals Móstoles, Leganés, Alcorcón en Fuenlabrada. In 1973 startte men met de aanleg van de M-30, de eerste ringweg van de stad.
Na de dood van Franco in 1975 werd Spanje in het jaar 1978 opnieuw een constitutionele monarchie. In 1979 werden de eerste democratische verkiezingen gehouden voor de benoeming van een gekozen burgemeester. De eer ging naar de politiek linkse Enrique Tierno Galván. Vanaf dat moment begon de stad als het ware aan haar wederopbouw en de bevolking. Na bijna 40 jaar onderdrukking ontstond de kans om Madrid weer op de kaart te zetten. De levenskwaliteit verbeterde aanzienlijk. Zeker in de jaren 80 en 90 is Madrid uitgegroeid tot het belangrijkste centrum op het gebied van economie, cultuur en kunst, industrie, onderwijs (met zes universiteiten) en technologie van Spanje en Portugal. Het is tevens een van de grootste steden van Europa.

### 21e eeuw

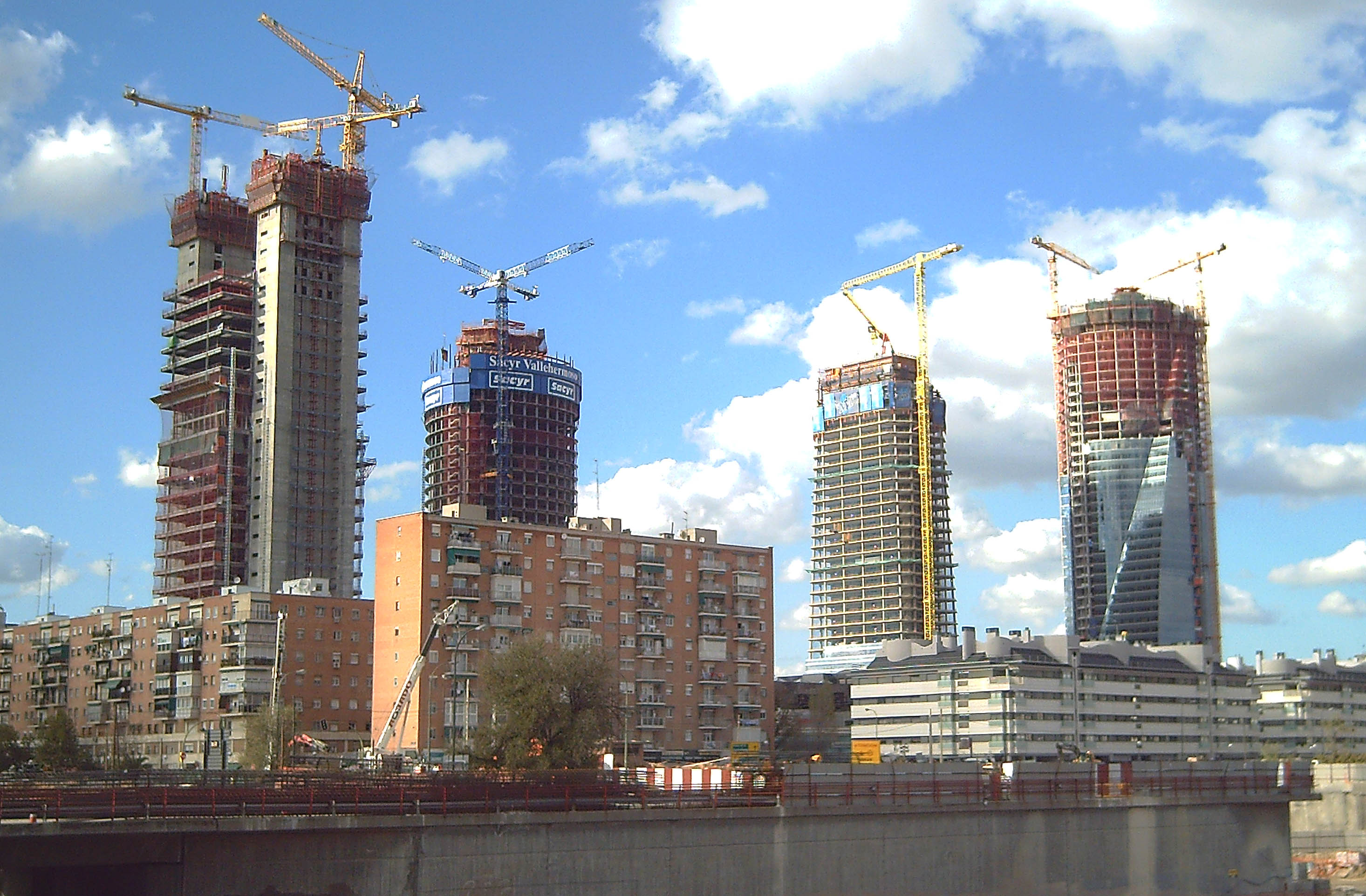
Cuatro Torres in aanbouw

Op 11 maart 2004 werd Madrid getroffen door een terroristische aanslag toen verscheidene treinbommen ontploften tijdens de ochtendspits. Meer dan 190 mensen kwamen hierbij om het leven en 1700 raakten gewond. Dit was de ergste aanval op de stad sinds het einde van de Spaanse Burgeroorlog in 1939.
Madrid verkeert desondanks in volle economische bloei. De stad heeft geleidelijk een plek verkregen op de internationale wereldkaart waardoor buitenlandse investeerders de stad beter weten te vinden. Er zijn verschillende wolkenkrabbers gebouwd, waaronder de Cuatro Torres, een bouwproject van 4 wolkenkrabbers van elk ongeveer 250 meter hoog, dat in 2008 werd afgerond.
In 2005 werd het homohuwelijk gelegaliseerd in heel Spanje, tot grote vreugde van de homoseksuele gemeenschap van Madrid, die zich vooral concentreert in de wijk Chueca. In 2007 werd Europride, het Europese Gay Festival, georganiseerd in de stad. Madrid was kandidaat-stad voor de organisatie van de Olympische Zomerspelen 2012 en 2016. Beide malen werd de organisatie aan een andere stad toegekend (respectievelijk Londen en Rio de Janeiro). In de zomer van 2011 ontving Madrid honderdduizenden jongeren uit de hele wereld voor de Wereldjongerendagen.

## Geografie

### Topografie

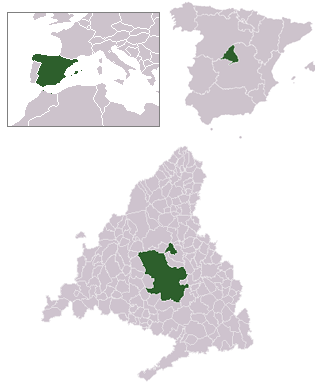
Ligging van Madrid in Europa, Spanje en de regio Madrid

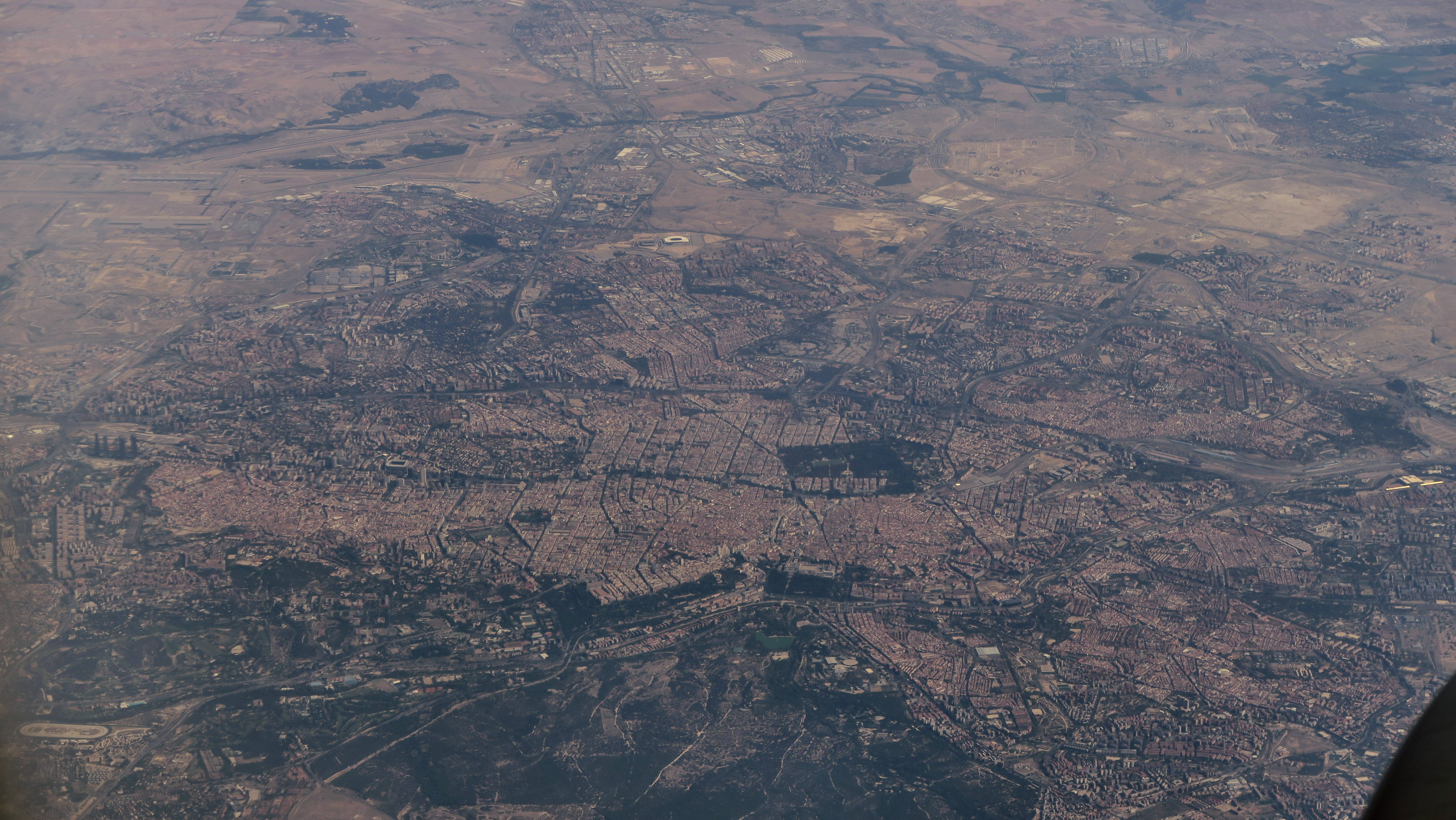
Madrid, gezien naar het noordoosten

De regio Madrid ligt in het centrum van het Iberisch Schiereiland, tussen de twee autonome regio’s: Castilla-La Mancha en Castilla y León.
Daarbinnen ligt de stad op een hoogte van 667 meter boven zeeniveau, wat grote invloed heeft op het klimaat. De rivier de Manzanares stroomt de stad binnen door de bossen van het district “Casa del Campo”, en snijdt onder andere door de stadsdistricten Latina, Carabanchel en het centrum van Madrid.

### Klimaat

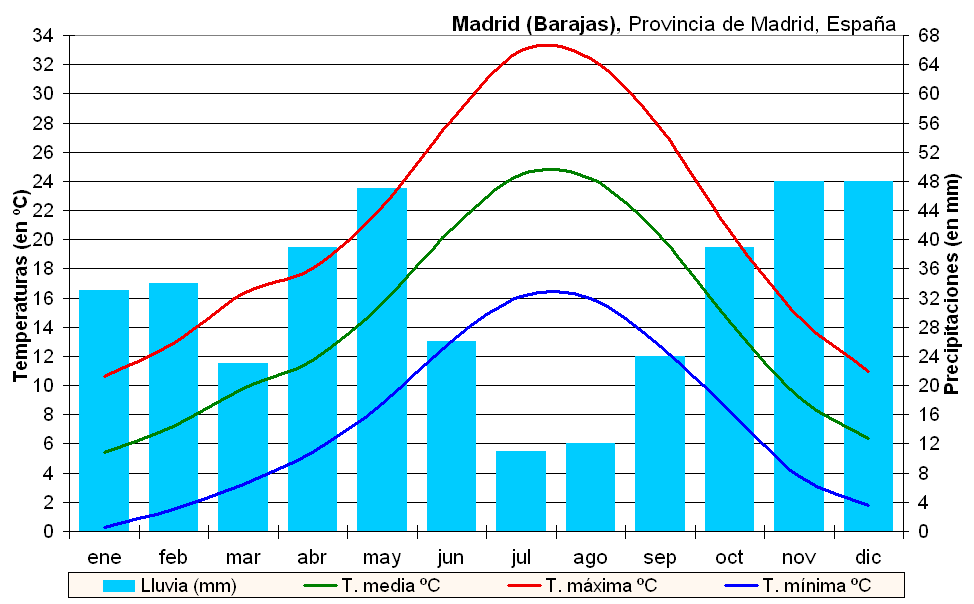
Klimaatgrafiek Madrid

De regio Madrid heeft een mediterraan klimaat met continentale invloeden, met warme zomers en betrekkelijk koude winters. Vanwege de ligging in het binnenland wijkt Madrid klimatologisch sterk af van het Spaanse Middellandse Zeegebied, bijvoorbeeld Barcelona of Valencia. Het klimaat lijkt meer op dat van steden als Sevilla of Córdoba. De winters zijn er voor Spaanse begrippen koud, met minimumtemperaturen beneden het vriespunt en soms sneeuw en de zomers zijn heet. In de maanden juli en augustus blijft de temperatuur overdag boven de 30 graden en stijgt deze zelfs regelmatig tot 40 graden Celsius. Door de hoge ligging van de stad, bijna 700 meter boven zeeniveau en het droge klimaat, daalt de temperatuur ’s nachts vaak wel in tegenstelling tot het Middellandse Zeegebied. Dit zorgt voor een lagere gemiddelde temperatuur in de grafieken. De hoeveelheid neerslag is bescheiden, maar desondanks kan het in elk van de seizoenen regenen.
| Maand                                 | jan | feb | mrt  | apr  | mei  | jun  | jul  | aug  | sep  | okt  | nov  | dec  | Jaar |
| ------------------------------------- | --- | --- | ---- | ---- | ---- | ---- | ---- | ---- | ---- | ---- | ---- | ---- | ---- |
| Gemiddeld maximum (°C)                | 9,7 | 12  | 15,7 | 17,5 | 21,4 | 26,9 | 31,2 | 30,7 | 26   | 19   | 13,4 | 10,1 | 19,4 |
| Gemiddelde temperatuur (°C)           | 6,1 | 7,9 | 10,7 | 12,3 | 16,1 | 21   | 24,8 | 24,4 | 20,5 | 14,6 | 9,7  | 7    | 14,6 |
| Gemiddeld minimum (°C)                | 2,6 | 3,7 | 5,6  | 7,2  | 10,7 | 15,1 | 18,4 | 18,2 | 15   | 10,2 | 6    | 3,8  | 9,7  |
|                                       |     |     |      |      |      |      |      |      |      |      |      |      |      |
| Neerslag (mm)                         | 37  | 35  | 26   | 47   | 52   | 25   | 15   | 10   | 28   | 49   | 56   | 56   | 436  |
| Bron: Agencia Estatal de Meteorología |     |     |      |      |      |      |      |      |      |      |      |      |      |

### Bestuurlijke indeling

Overzicht districten:
1. Centro
2. Arganzuela
3. Retiro
4. Salamanca
5. Chamartín
6. Tetuán
7. Chamberí
8. Fuencarral-El Pardo
9. Moncloa-Aravaca
10. Latina
11. Carabanchel
12. Usera
13. Puente de Vallecas
14. Moratalaz
15. Ciudad Lineal
16. Hortaleza
17. Villaverde
18. Villa de Vallecas
19. Vicálvaro
20. San Blas
21. Barajas

De stad Madrid is bestuurlijk gezien verdeeld in 21 officiële stadsdistricten, die op hun beurt weer in wijken zijn verdeeld:
| District            | Inwonertal | Wijken |
| ------------------- | ---------- | --- |
| Arganzuela          | 146.833    | Acacias, Atocha, Chopera, Delicias, Imperial, Legazpi, Moguer                                               |
| Barajas             | 55.540     | Alameda de Osuna, Casco Histórico, Corralejos, Timón                                                        |
| Carabanchel         | 239.782    | Abrantes, Buenavista, Comillas, Opañel, Puerta Bonita, San Isidro, Vista Alegre                             |
| Centro              | 148.714    | Cortes, Embajadores, Justicia, Palacio, Sol, Universidad                                                    |
| Chamartín           | 141.302    | Ciudad Jardín, El Viso, Hispanoamérica, Nueva España, Plaza Castilla, Prosperidad                           |
| Chamberí            | 150.810    | Almagro, Arapiles, Gaztambide, Ríos Rosas, Trafalgar, Vallehermoso                                          |
| Ciudad Lineal       | 231.029    | Atalaya, Colina, Costillares, La Concepción, Pueblo Nuevo, Quintana, San Juan Bautista, San Pascual, Ventas |
| Fuencarral-El Pardo | 206.668    | Barrio del Pilar, El Goloso, El Pardo, Fuentelarreina, La Paz, Mirasierra, Peñagrande, Valverde             |
| Hortaleza           | 153.848    | Apóstol Santiago, Canillas, Palomas, Pinar del Rey, Piovera, Valdefuentes                                   |
| Latina              | 257.431    | Aguilas, Aluche, Campamento, Cuatro Vientos, Los Cármenes, Lucero, Puerta del Ángel                         |
| Moncloa-Aravaca     | 118.815    | Aravaca, ArgüWelles, Casa de Campo, Ciudad Universitaria, El Plantío, Valdemarín, Valdezarza                |
| Moratalaz           | 106.858    | Fontarrón, Horcajo, Marroquina, Media Legua, Pavones, Vinateros                                             |
| Puente de Vallecas  | 241.661    | Entrevías, Numancia, Palomeras Bajas, Palomeras Sureste, Portazgo, San Diego                                |
| Retiro              | 126.058    | Adelfas, Pacífico, Ibiza, La Estrella, Los Jerónimos, Niño Jesús                                            |
| Salamanca           | 150.775    | Castellana, Fuente del Berro, Goya, Guindalera, Lista, Recoletos                                            |
| San Blas            | 148.985    | Amposta, Arcos, Canillejas, Hellín, Rejas, Rosas, Salvador, Simancas                                        |
| Tetuán              | 150.379    | Almenara, Bella Vistas, Berruguete, Cuatro Caminos, Castillejos, Valdeacederas                              |
| Usera               | 132.145    | Almendrales, Moscardó, Orcasitas, Orcasur, Pradolongo, Zofio                                                |
| Vicálvaro           | 63.881     | Ambroz, Casco Histórico                                                                                     |
| Villa de Vallecas   | 65.843     | Casco Antiguo, Santa Eugenia                                                                                |
| Villaverde          | 143.388    | Butarque, Los Angeles, Los Rosales, San Andrés, San Cristóbal                                               |
| Totaal Madrid-Stad  | 3.228.359  | |

### Metropool
Buiten de officiële stadsdistricten beslaat de metropool Madrid de voorsteden die rondom de stad liggen. In veel gevallen gaat het om oorspronkelijk kleinere steden die inmiddels aan Madrid en/of aan elkaar zijn vastgegroeid. Deze voorsteden worden door Madrilenen de “periferia” oftewel buitenring genoemd. De meest bevolkte van deze buitenwijken of voorsteden staan hieronder in de tabel op volgorde van inwonertal.

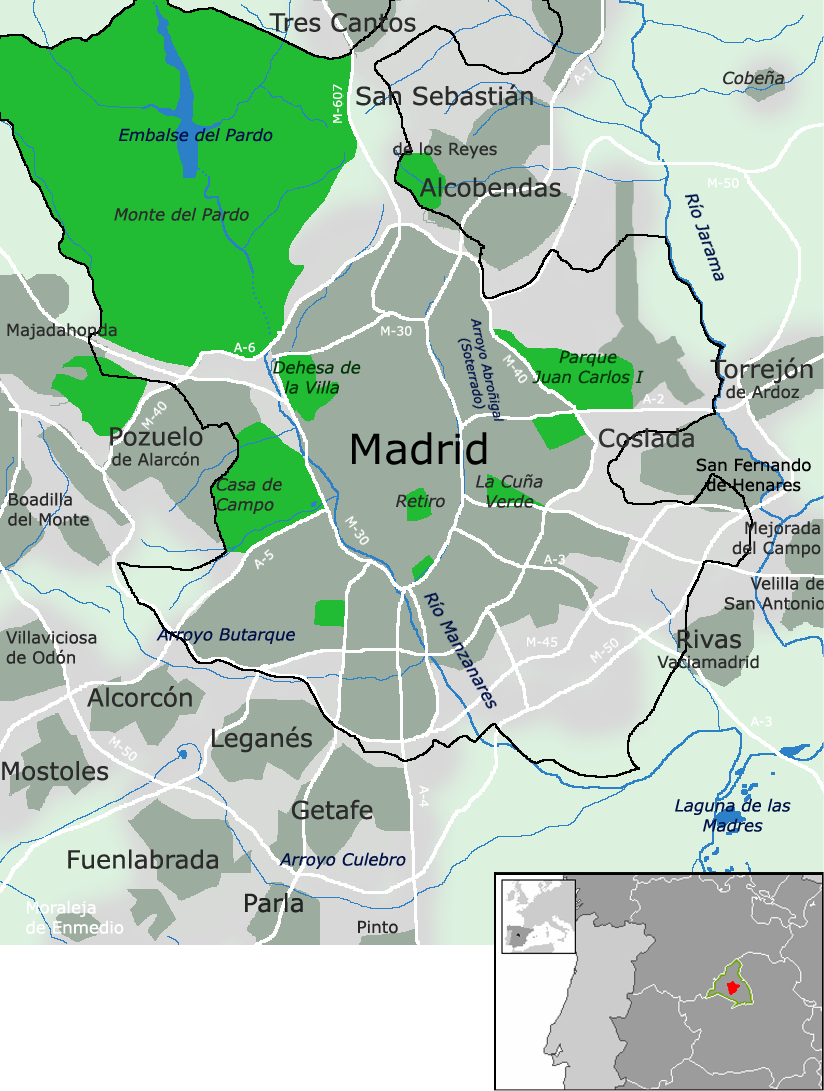
Metropool Madrid

| District                   | Inwonertal 2005 |
| -------------------------- | --------------- |
| Móstoles                   | 216.463         |
| Alcalá de Henares          | 204.100         |
| Fuenlabrada                | 201.478         |
| Leganés                    | 187.076         |
| Alcorcón                   | 162.524         |
| Getafe                     | 158.364         |
| Torrejón de Ardoz          | 111.494         |
| Alcobendas                 | 107.098         |
| Parla                      | 93.796          |
| Coslada                    | 90.849          |
| Pozuelo de Alarcón         | 79.926          |
| Las Rozas de Madrid        | 76.246          |
| San Sebastián de los Reyes | 70.308          |
| Majadahonda                | 63.427          |
| Rivas-Vaciamadrid          | 58.616          |
| Collado Villalba           | 57.889          |
| Madrid-Stad                | 3.265.359       |
| Madrid-Metropool           | 6.580.439       |

## Demografische ontwikkeling
Bron: INE; 1857-2011: volkstellingen
Opm: Bevolkingscijfers in duizendtallen; Aanhechting van La Alameda (1887), Aravaca, Barajas de Madrid, Canillas, Canillejas, Carabanchel Alto, Carabanchel Bajo, Chamartín de la Rosa, Fuencarral, Hortaleza, El Pardo, Vallecas, Vicálvaro (1950) en Villaverde (1960)

## Economie

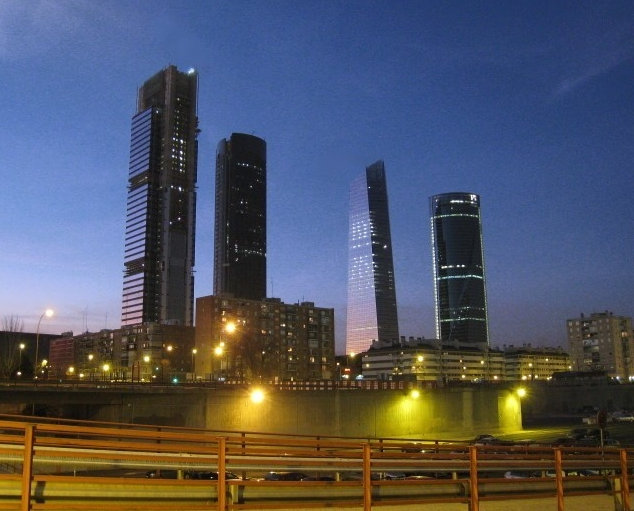
De Cuatro Torres

Na decennia van dictatuur en gedwongen isolatie onder Franco, bleef Madrid, en eigenlijk heel Spanje, achter met een economische achterstand. Madrid, en ook de rest van het land, begon na 1975 aan de wederopbouw om zichzelf opnieuw internationaal op de kaart te zetten.
Madrid is als hoofdstad van Spanje de thuisbasis voor internationale bedrijven en banken. Ondanks de trend om kantoren en productiecentra te verplaatsen naar industrieterreinen, is de stad zelf het op een na belangrijkste industriecentrum van Spanje; op de eerste positie staat de stadskern van Barcelona. Madrid heeft als hoofdstad, district en gemeente administratieve en politieke functies op diverse niveaus. De stad ontwikkelt zich op het gebied van toerisme en in 1992 was Madrid de culturele hoofdstad, een noemenswaardige stap in dit proces. Een teken van de economische groei van de stad is de bouw van de Cuatro Torres, vier wolkenkrabbers in het centrum van de stad van elk 250 meter hoog.
Sinds Madrid in de zestiende eeuw de hoofdstad van Spanje werd, is het bevolkingsaantal blijven stijgen. Deze demografische ‘boom’ was berucht in de 20e eeuw, doordat vele, voornamelijk nationale immigranten, in sloppenwijken moesten leven vanwege ruimte- en geldgebrek. De enige periode waarin de stadsgroei afnam waren de jaren 70, dezelfde tijd waarin ook Barcelona geen groei ondervond. De oorzaak hiervan was dat de buitenwijken van beide steden enorm groeiden en daarmee dus ook de metropolen, maar niet de stadskernen zelf.
Een nieuwe immigratiegolf heeft ertoe geleid dat Madrid meer dan 3 miljoen inwoners telt. Van 2001 tot 2005 steeg het bevolkingsaantal met 271.857 inwoners. Madrid heeft immigranten aangetrokken van over de hele wereld, met name uit Zuid-Amerika en inmiddels is slechts 85% van de inwoners van Spaanse afkomst. De grootste groepen immigranten komen uit: Ecuador 83.967, Marokko 51.300, China 48.973, Colombia 37.218, Peru 32.791 en Argentinië 28.500.

### Winkelen
In Madrid bestaat veel gelegenheid om te winkelen. Rondom Puerta del Sol, Calle de la Princesa, Calle de Goya en de Paseo de la Castellana zijn de winkelcentra en in de buitenwijken zijn grote warenhuizen en megastores gevestigd.
Calle Gran Vía in Gran Via is een grote en bekende hoofdstraat van Madrid. Er zijn winkels van winkelketens zoals Zara, Nike Madrid en Springfield. Dicht bij de Calle Gran Vía ligt Calle de Fuencarral en Calle Preciados, die ligt tussen de wijken Chueca en Malasaña in. Daarnaast zijn er ook kleine, onbekende winkels vooral voor kleding.
In de wijk Sol zijn winkelstraten. In Sol is de Calle del Arenal te vinden, een autovrije winkelstraat met voornamelijk Spaanse winkels.
In de wijk Salamanca is de Calle de Jose Artega, een brede weg waar merken als Cartier, Dolce & Gabbana en Louis Vuitton gevestigd zijn.

### Markten
Enkele markten zijn onder meer:
- La Paz, Ayala, 28, metrolijn 4: Serrano
- Anton Martín Santa Isabel, 5, metrolijn 1: Antón Martín
- La Cebada, Plaza de la Cebada, metrolijn 5: La Latina
- Chamartín, Bolivia, 9, metrolijn 8, 9: Colombia
- Maravillas, Bravo Murillo, 122, metrolijn 1: Alvarado

De markten zijn doorgaans van maandag tot vrijdag van 09.00 - 14.00 uur en van 17.00 – 20.00 uur en op zaterdag van 09.00 – 14.00 uur geopend.

## Bezienswaardigheden en oriëntatiepunten

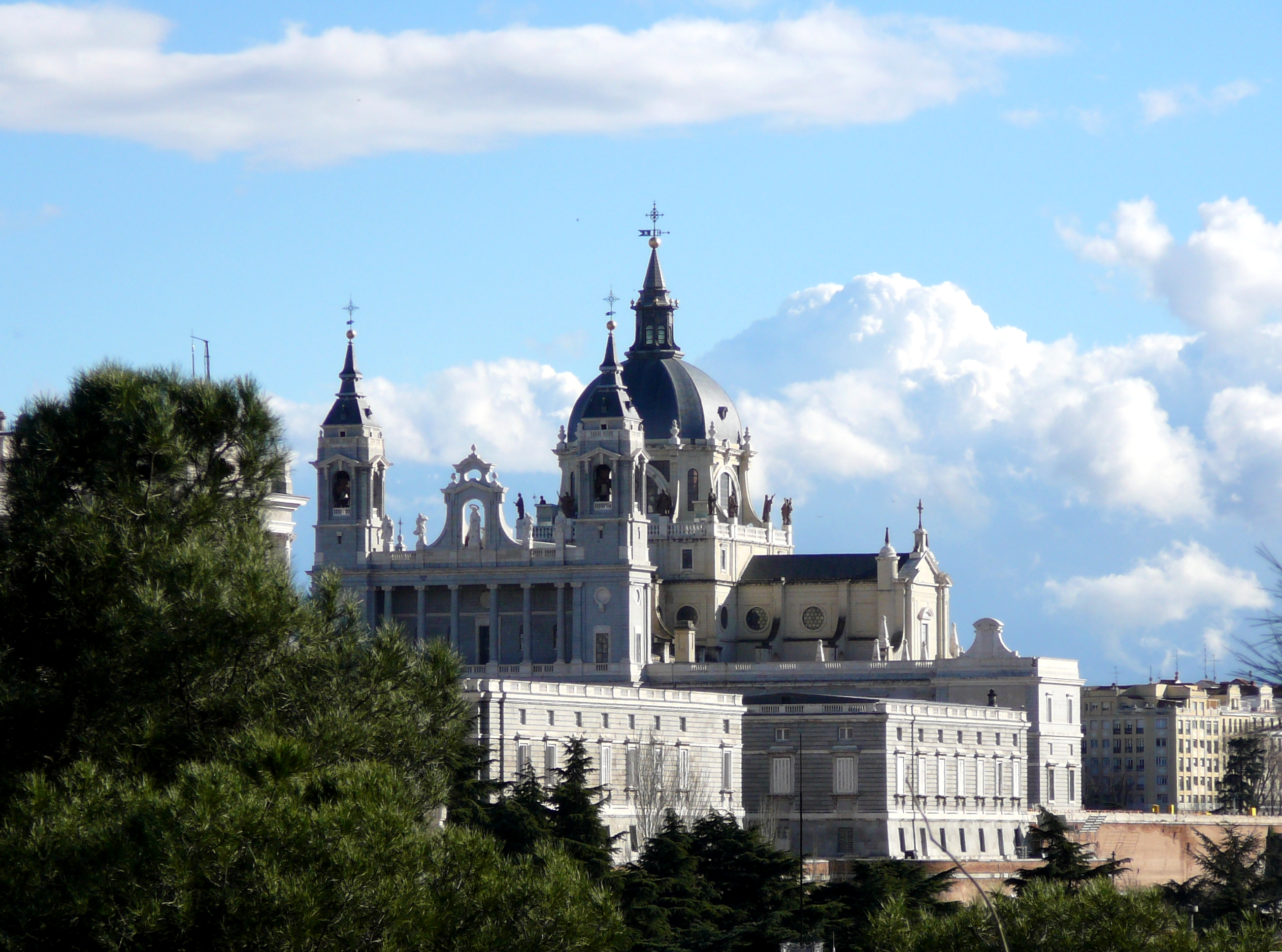
Almudena kathedraal

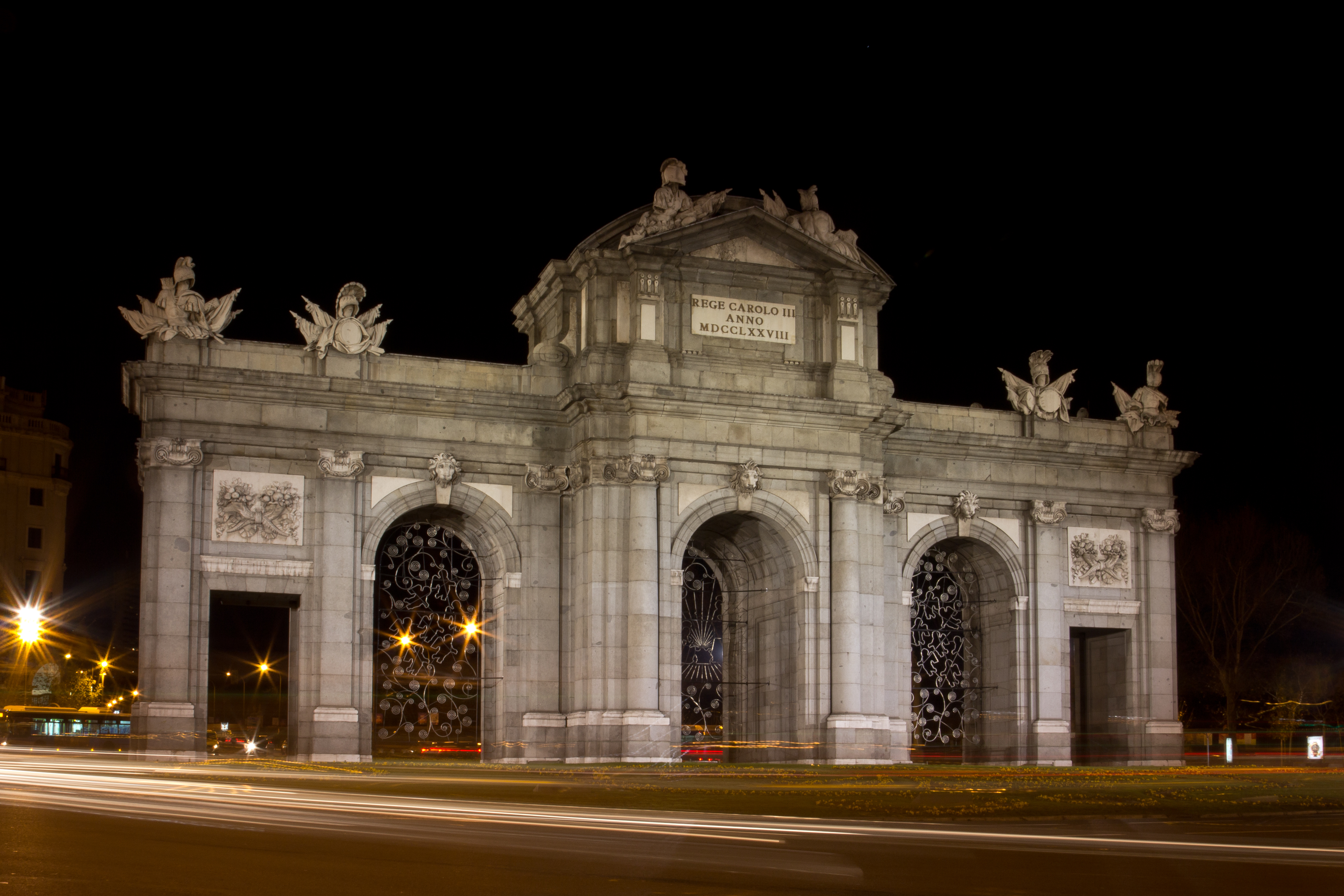
De Puerta de Alcalá

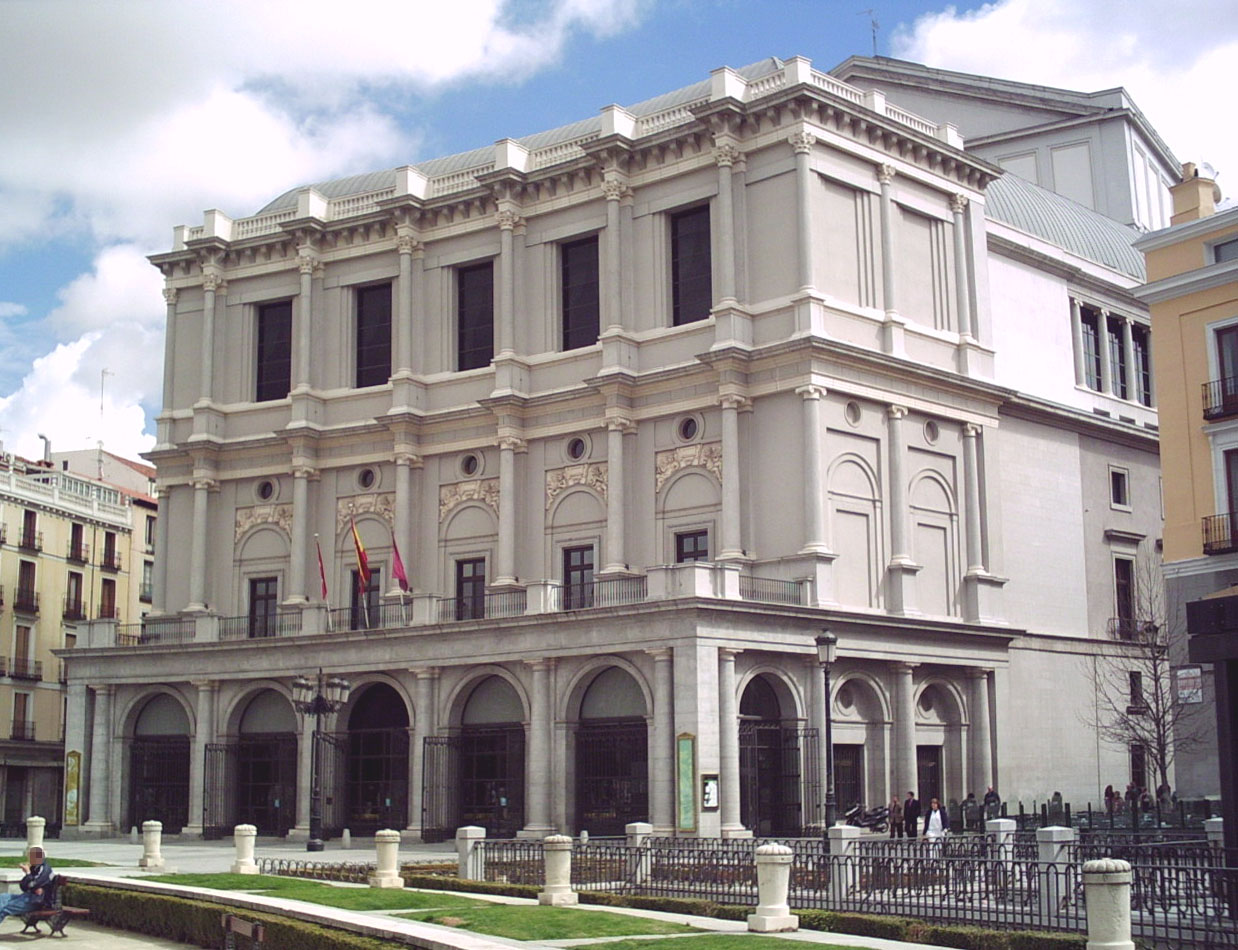
Het Koninklijk Theater

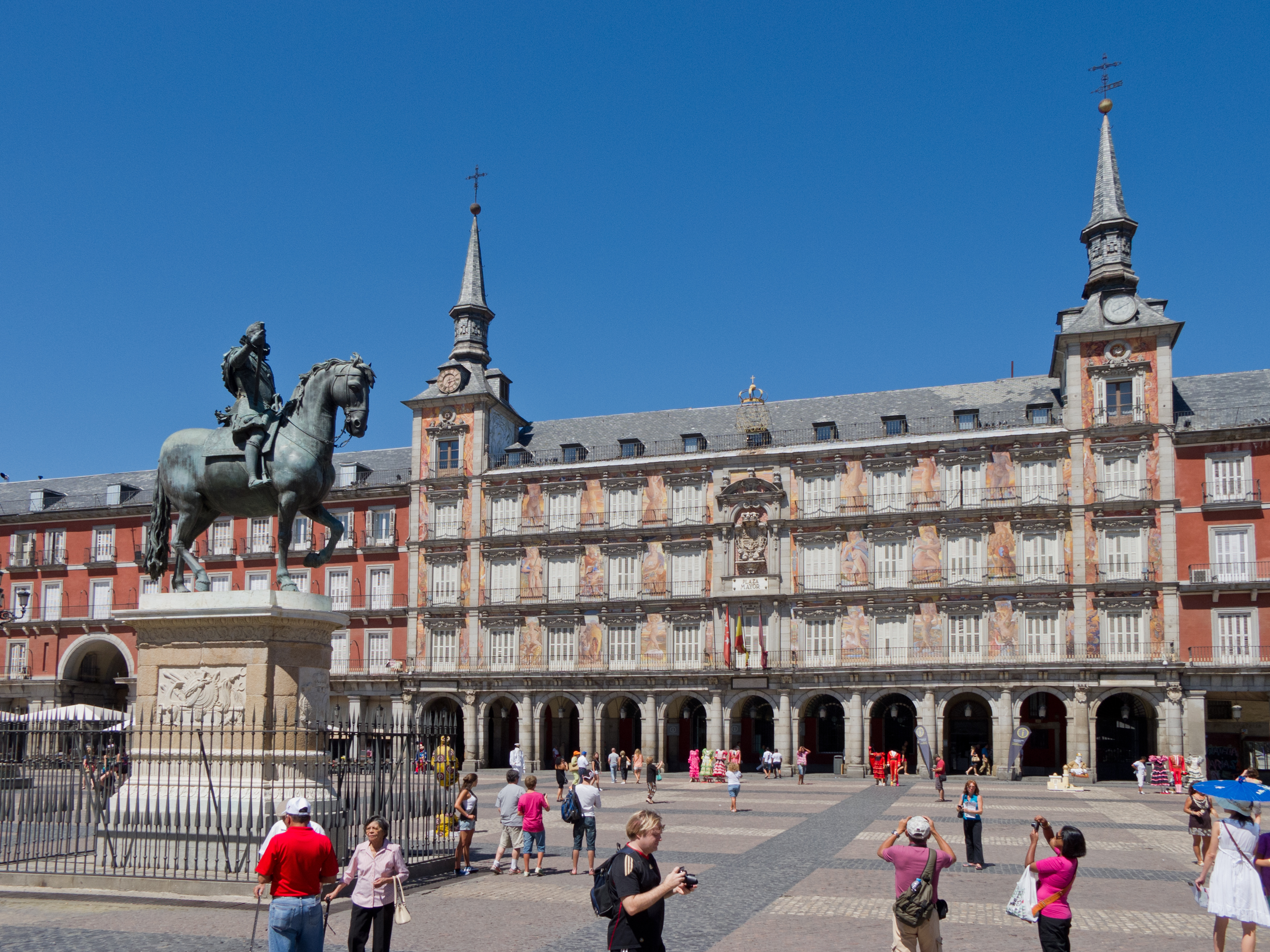
Plaza Mayor

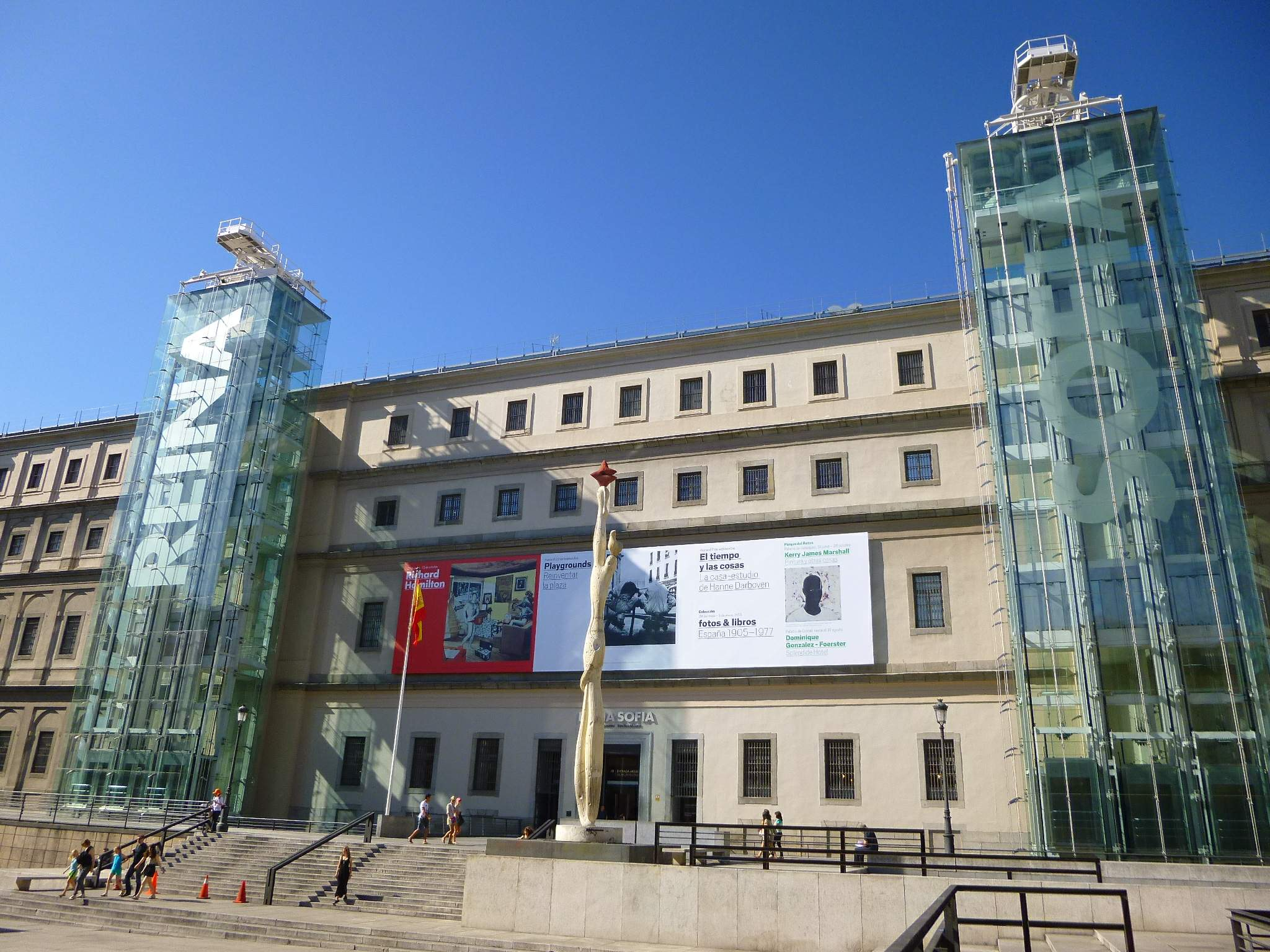
Museo Nacional Centro de Arte Reina Sofía

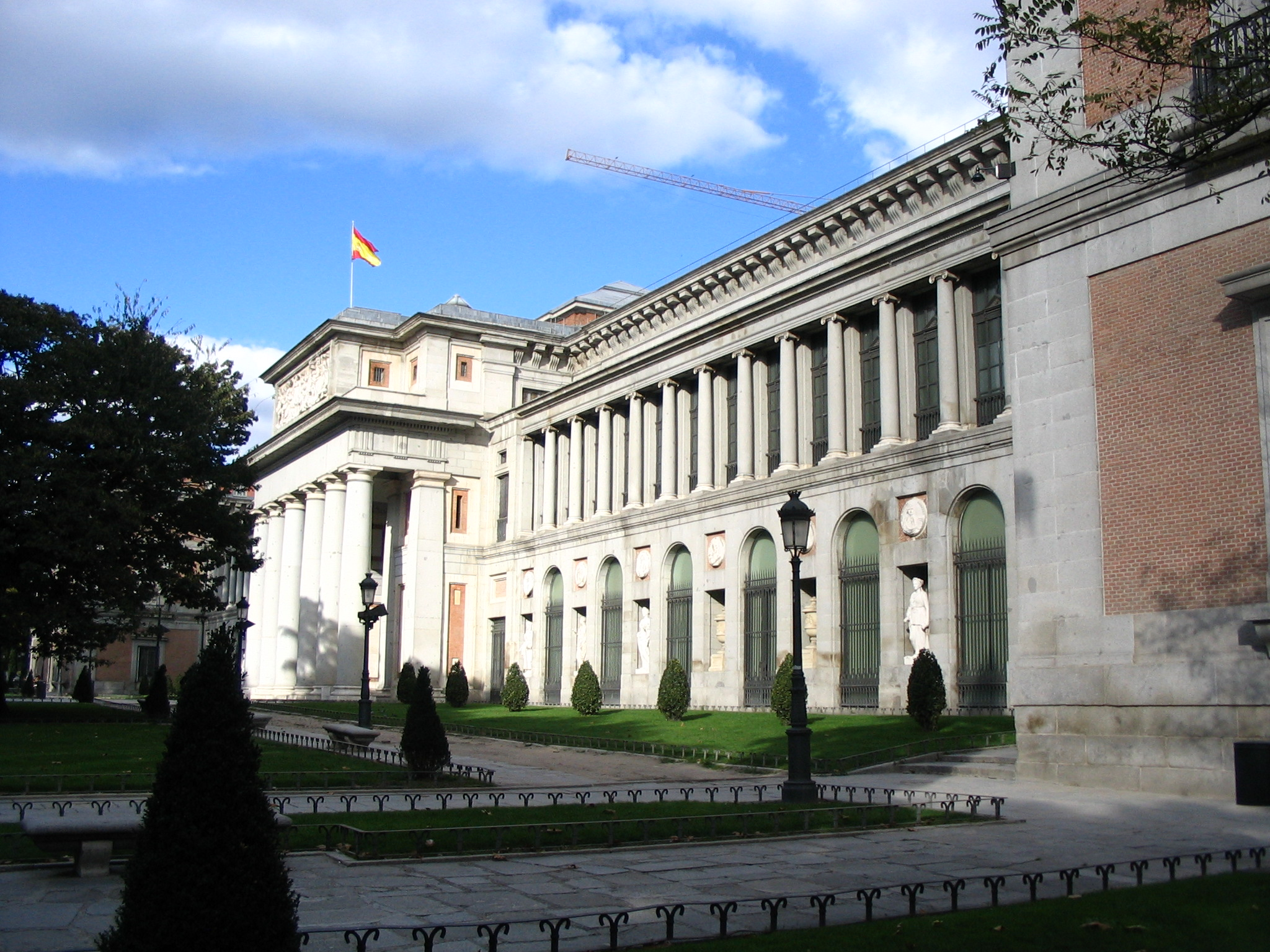
Museo del Prado

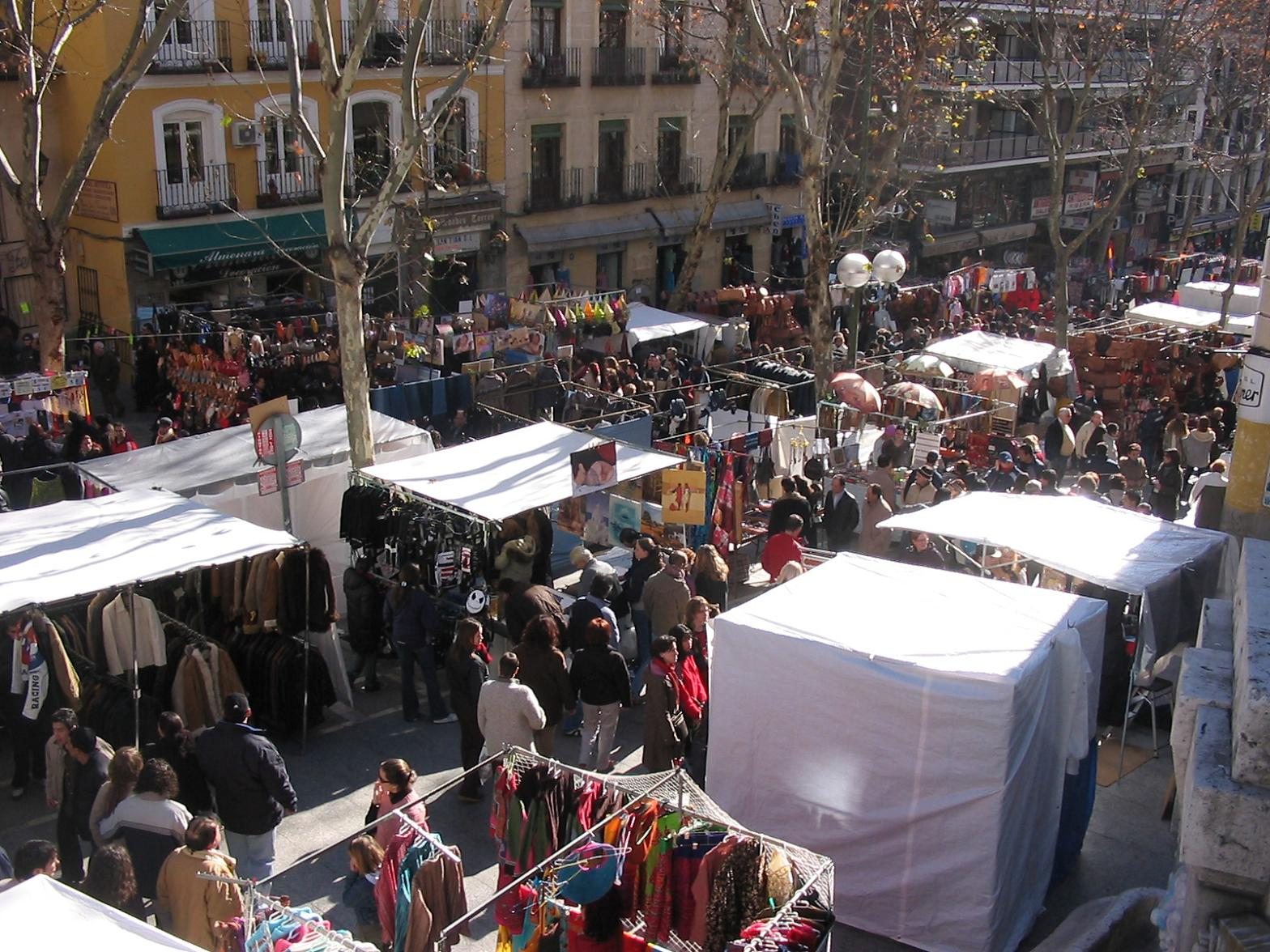
De vlooienmarkt Rastro

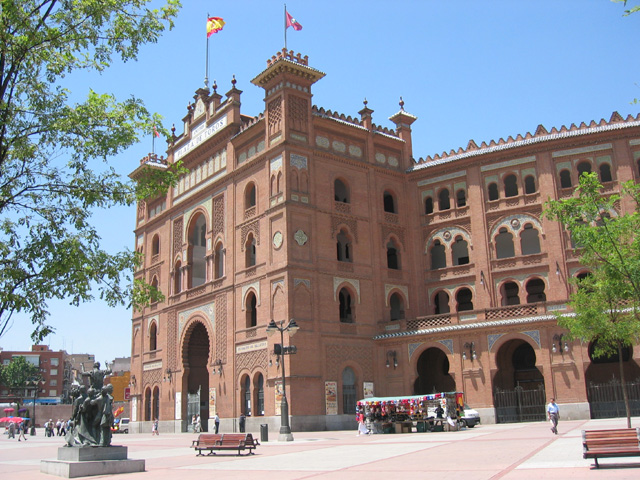
Stierenarena Las Ventas

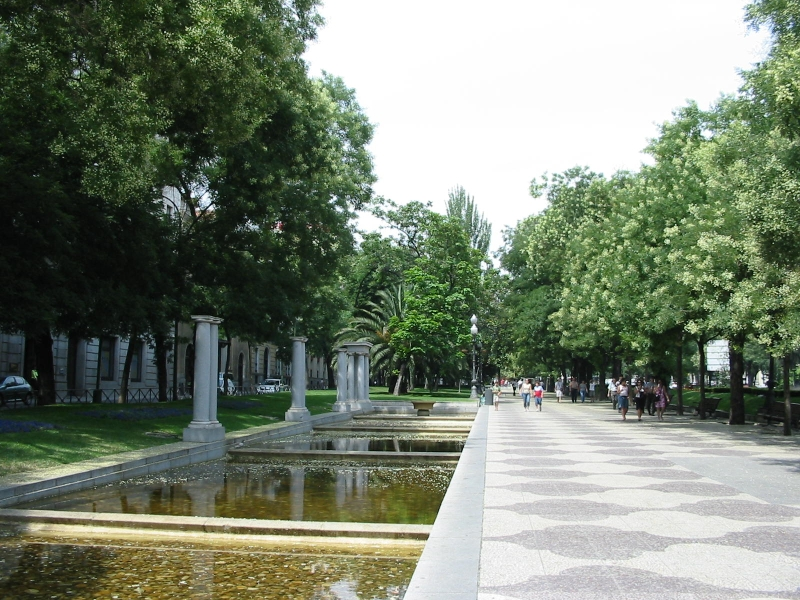
Paseo de Recoletos

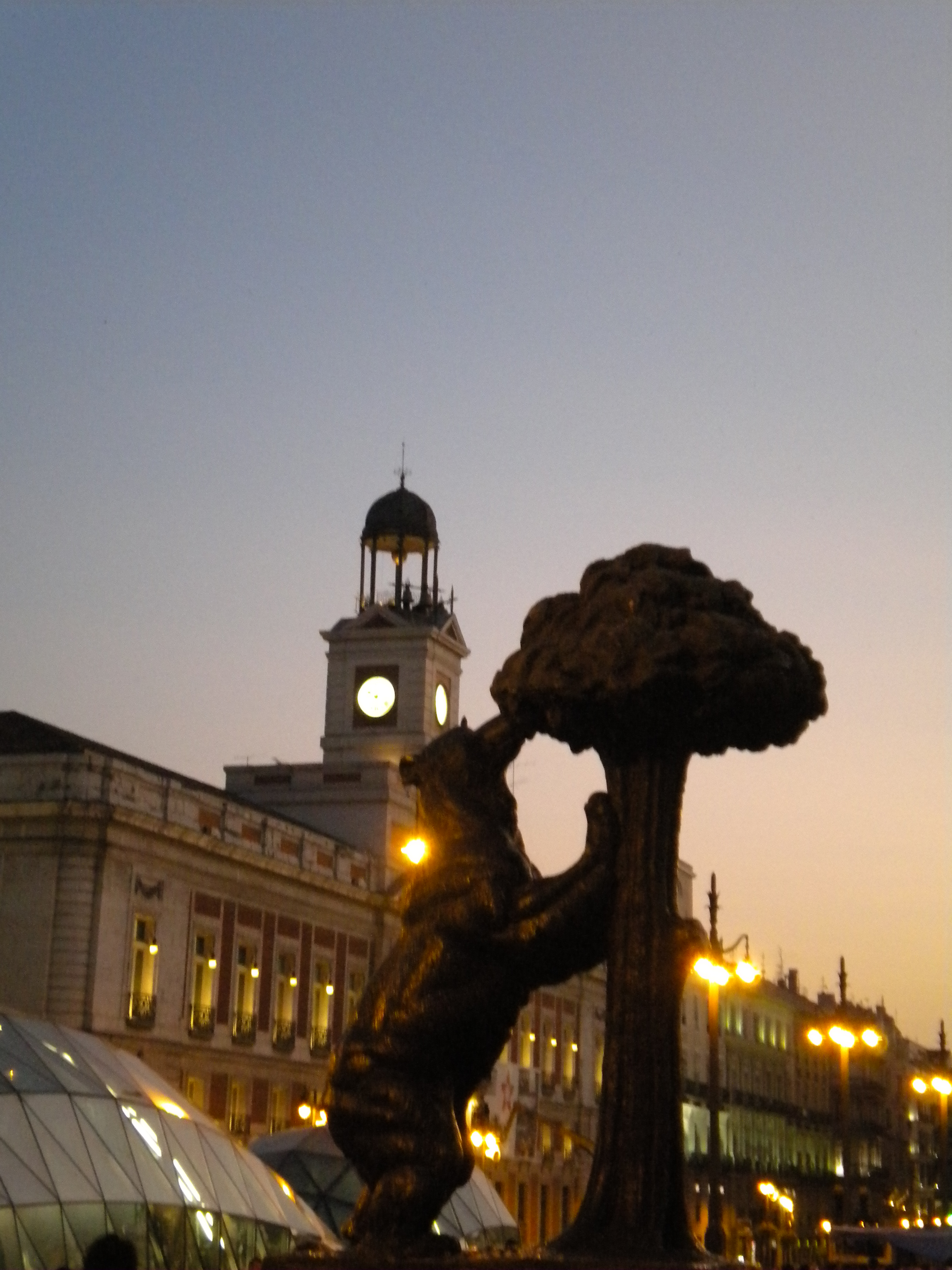
De Oso y Madroño op Puerta del Sol. Op de achtergrond de klok van het Casa de Correos

Madrid telt een aantal musea en historische monumenten:
- Begraafplaats van San Isidro
- Plaza Mayor: Het centrale plein van Madrid
- Koninklijk Paleis van Madrid
- Puerta del Sol: De zonnepoort
  - Casa de Correos: Voorheen het hoofdpostkantoor en zetel van de regionale regering van Madrid aan de Puerta del Sol.
- Gran Vía: Een van de verkeersslagaders van de stad
- El Rastro: Openlucht vlooienmarkt
- Puerta de Alcalá: De poort naar Alcalá
- Parque del Retiro: Het grootste stadspark van Spanje
- Real Jardín Botánico de Madrid, de Koninklijke Botanische Tuin van Madrid, 8 hectaren. De publieke ingang bevindt zich op de Plaza de Murillo, naast het Prado Museum.
- Plaza de Cibeles: Plein met het Palacio de Comunicaciones en fonteinen
- Teatro Real: Koninklijk Theater
- Torres KIO: Twee diagonale wolkenkrabbers in Chamartín

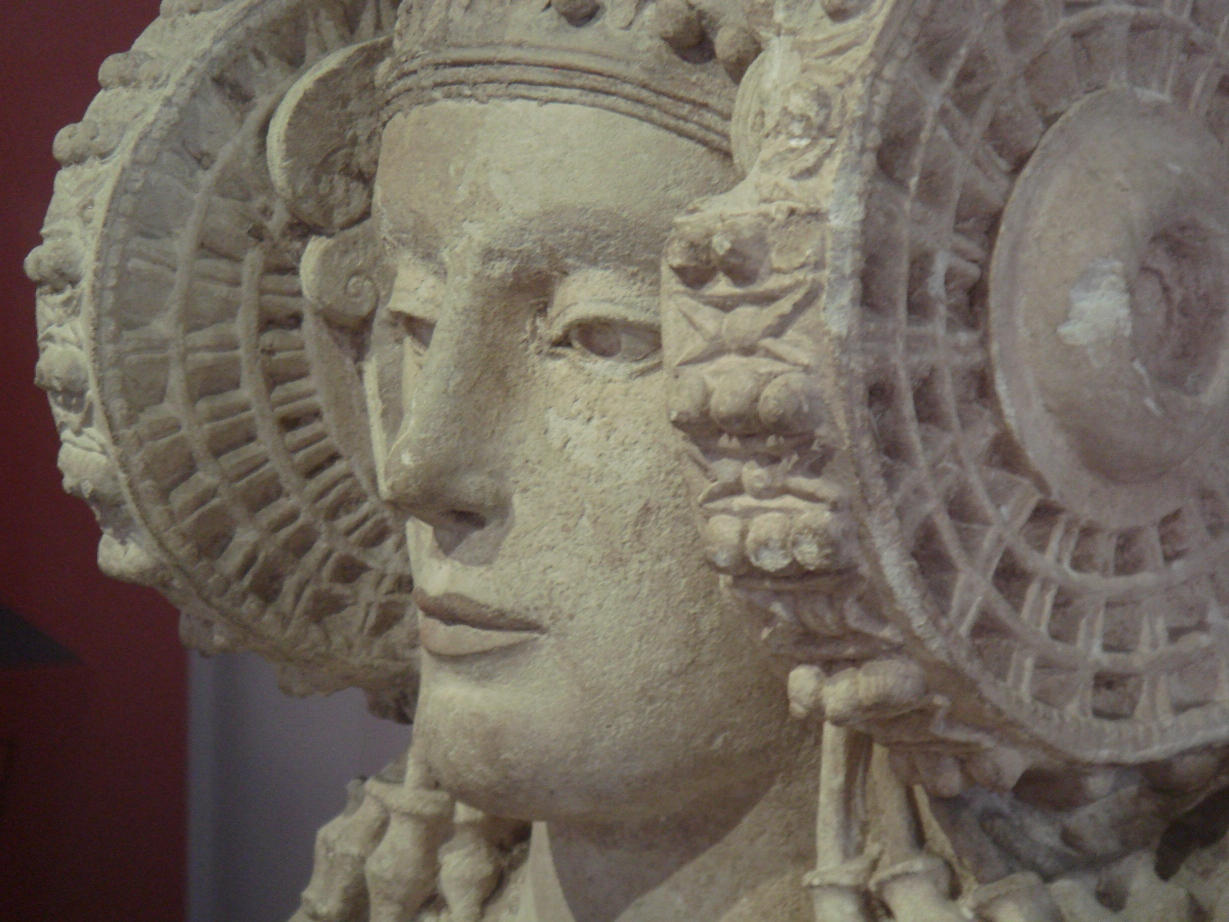
Dama de Elche.

- Plaza de Oriente
- Plaza de Colón
- Plaza de España
- Las Ventas: stierengevechtarena
- Estadio Civitas Metropolitano
- Estadio Santiago Bernabéu
- Café Central: Een jazzcafé
- Teatro de la Comedia
- Círculo de Bellas Artes
- Teatro Monumental
- Teatro de la Zarzuela
- Auditorio Nacional de la Música
- Oso y Madroño
- Zoo Aquarium Madrid
- Torre de España
- Faro de Moncloa
- Parque Warner Madrid

### Musea
in Madrid bevinden zich tal van grote en kleine musea. Ook zijn er verschillende kloosters en andere instituten te bezichtigen.
De drie bekendste musea van Spanje bevinden zich in Madrid. Ze zijn gelegen in de nabijheid van elkaar, wat de
naam “Gouden Kunstdriehoek” verklaart.
- Museo del Prado, hoofdzakelijk schilderijen van oude meesters, afkomstig uit de koninklijke verzamelingen.
- Museo Thyssen-Bornemisza, een kunstverzameling met hoofdzakelijk westerse schilderkunst, bijeengebracht door baron Thyssen.
- Museo Nacional Centro de Arte Reina Sofía, een groot museum met moderne en hedendaagse kunst.
- Galerij van de Koninklijke Verzamelingen, museum van het Spaans Kroondomein.

Overige musea
- De Koninklijke Academie van Sint-Ferdinand
- De Koninklijke tapijtmanufactuur van Santa Bárbara
- Museo Nacional de Ciencias Naturales
- Museo de América
- Museo de América
- Het Nationaal Archeologisch Museum van Madrid (Museo Arqueológico Nacional) bevat archeologische vondsten uit Spanje, het Oude Egypte, Mesopotamië, Griekenland en Rome die eerder deel uitmaakten van de collectie van het Prado. Een bekende artistieke vondst uit Spanje is de 'Dama de Elche'.
- José Padilla Museum
- Medisch Antropologisch Museum
- Manuel Benedito Museum
- Nationaal Museum voor antropologie
- De kunstverzameling Lázaro Galdiano
- Museum Sorolla
- Koninklijk Stallen met koetsen
- Scheepvaartmuseum (Museo Naval Madrid)
- Museo de Cera de Madrid

### Kerken
- Kathedraal La Almudena
- San Isidro el Real
- Real Basilica de San Francisco el Grande

### Wijken

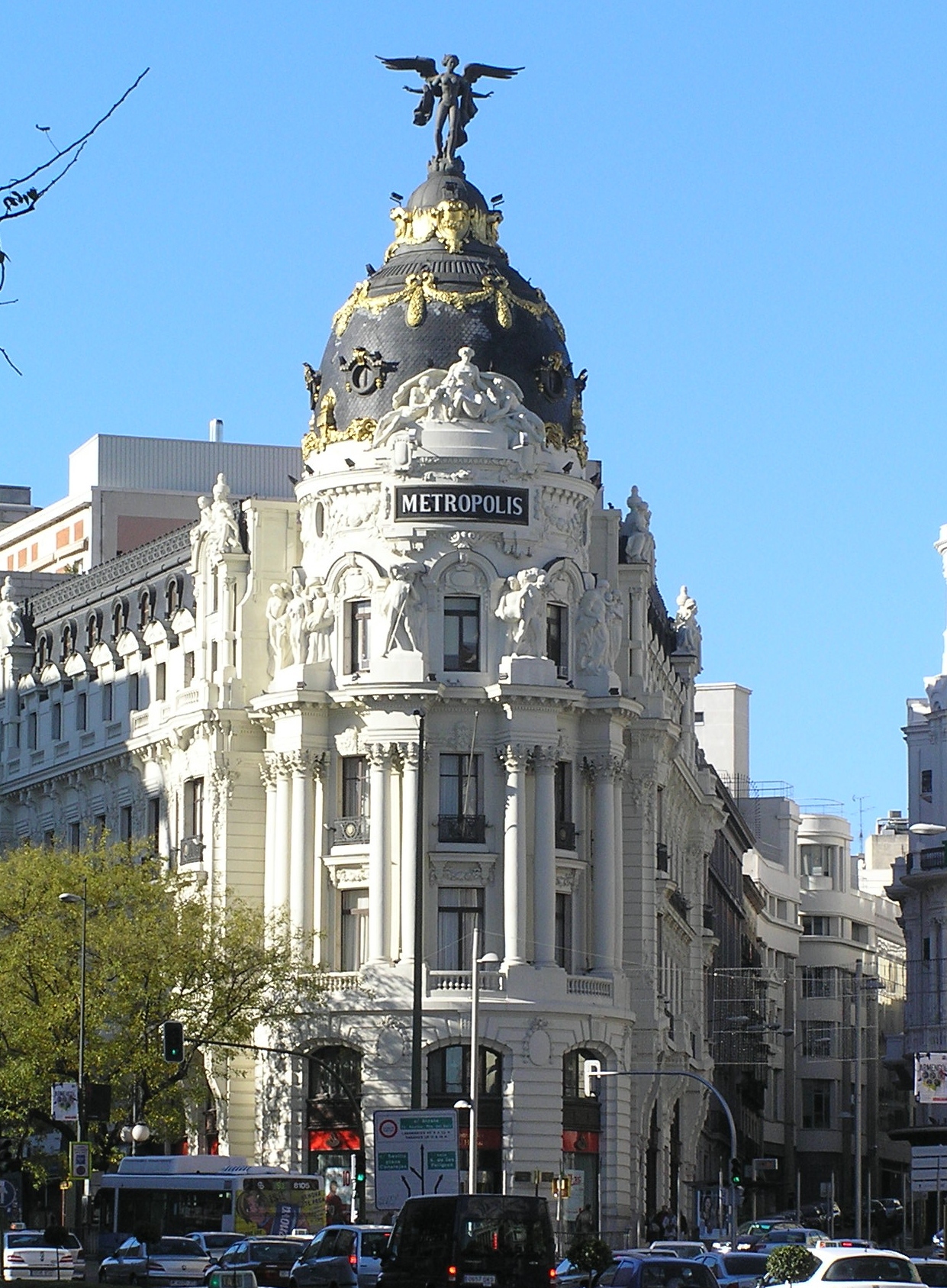
Metrópolisgebouw, rechts Gran Via

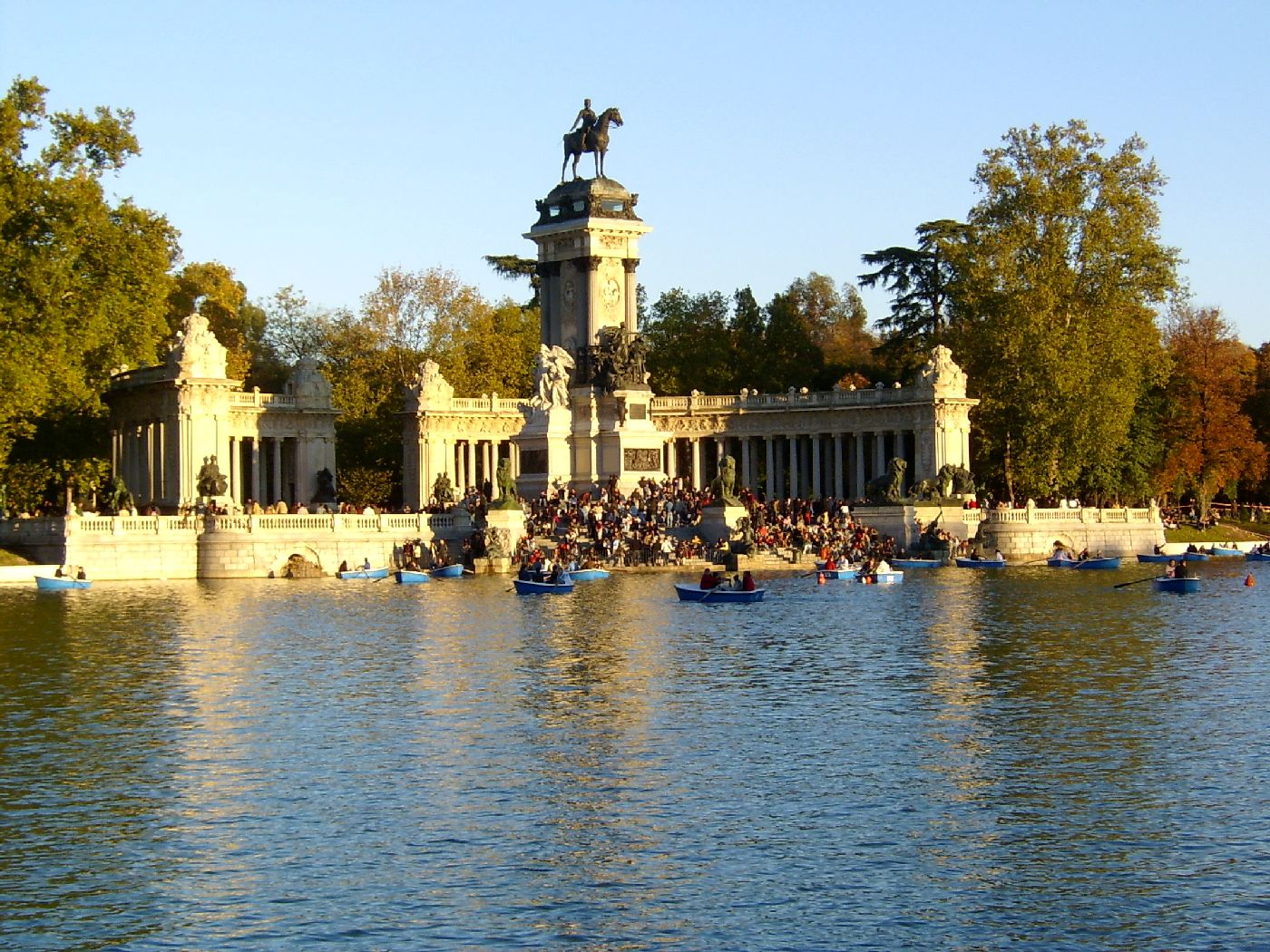
Retiro-park

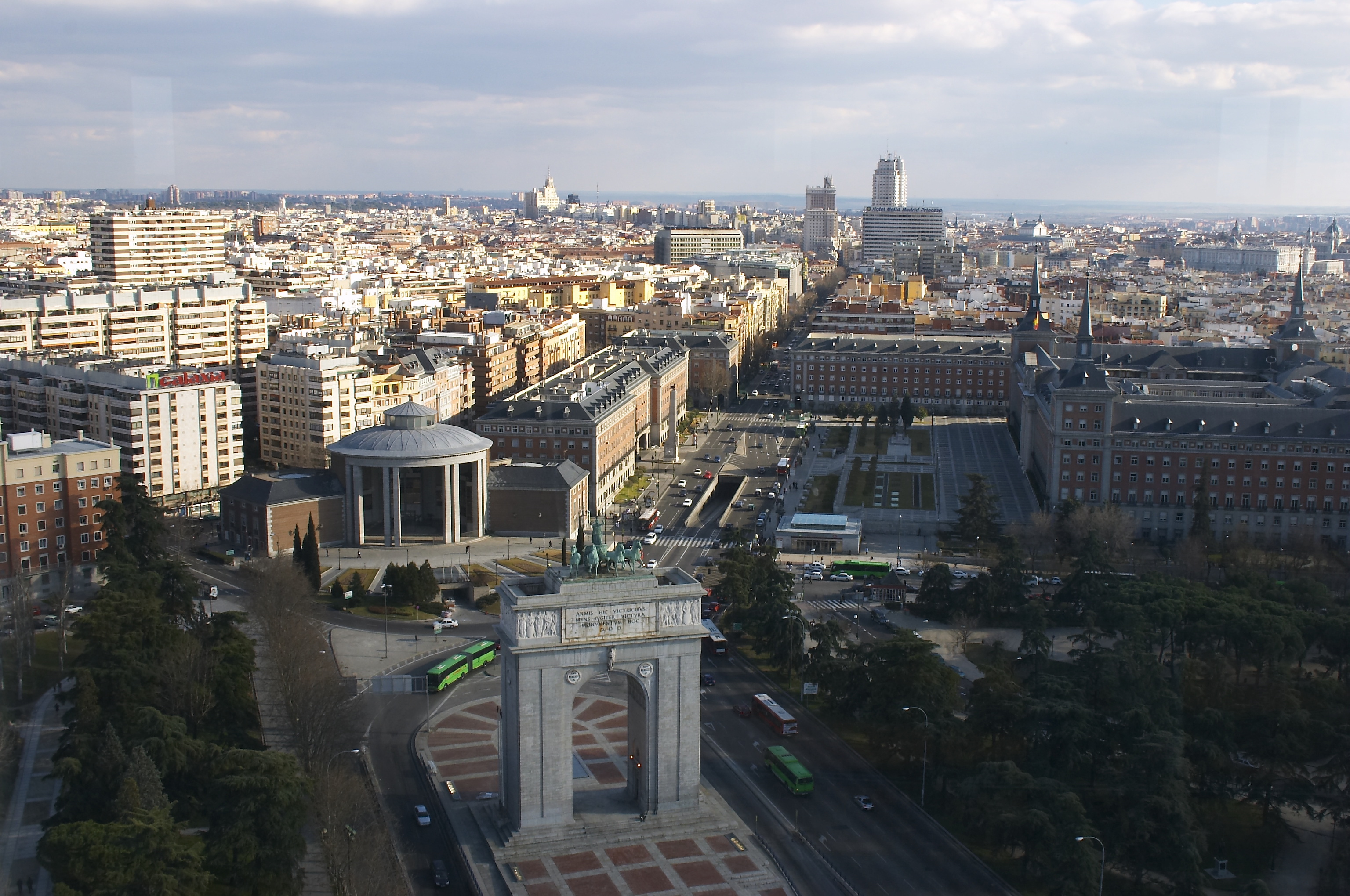
Plaza Moncloa

Hieronder een beschrijving van een aantal wijken.
- Alonso Martínez: Dit district bevat onder meer het “Plaza de Colón”, vernoemd naar Columbus. Het ligt op loopafstand van culturele attracties, zoals het Museo del Prado, het grote Retiro-park en bijvoorbeeld het zakengedeelte van de “Paseo de la Castellana”.
- Atocha: het gebied, grenzend aan de wijken Huertas en Lavapiés. Een centraal punt is het station Atocha, het grootste van Madrid. Deze wijk bevat kunstgaleries en restaurants waar de traditionele Spaanse keuken op tafel staat.
- Centro: het centrum van de stad.
- Nuevos Ministerios: Dit is het financiële district van Madrid, waar kantoortorens staan van een aantal grote banken en kantoren binnen Spanje. Een van de grootste van deze gebouwen brandde compleet af op 12 februari 2005, de “Torre Windsor”. Het grootste warenhuis van de stad, "El Corte Inglés", dat bestaat uit drie aan elkaar geschakelde gebouwen vindt men ook in deze zone.
- Chueca: Dit is een van de meest authentieke, maar kosmopolitische delen van de binnenstad. In het begin van de jaren 80 stond het bekend als een vervallen buurt, maar later begon hier ‘La Movida’, oftewel de nieuwe culturele revolutie van Spanje. Er werd gestreden voor onder andere gelijke rechten voor homoseksuelen. Chueca staat bekend als de buurt voor de Lhbt-gemeenschap, maar in werkelijkheid is het publiek vooral gemixt en levendig. De wijk is volgepakt met restaurants, bars en terrassen. Er zijn winkels van chique modehuizen en een aantal kunstgaleries.
- Malasaña: een wijk vol met bijvoorbeeld restaurants en bars. Het centrum van deze wijk is het Plaza Dos de Mayo. De naam Malasaña is informeel en gangbaar onder de lokale bevolking, de eigenlijke naam is Universidad.
- Retiro: Dit is demografisch gezien het oudste district van de stad, bevolkt door studenten. Het ligt direct naast het Retiro-park. De straten van Retiro zijn behoorlijk smal, overdag hectisch en vol met winkels, mensen en verkeer.
- Cortes: Dit district heeft maar een kleine oppervlakte maar huisvest bezienswaardigheden zoals het Congres van de Spaanse regering en het Museo Thyssen-Bornemisza. Ook staat hier het kantoor van de Banco de España, het Zarzuela Theater en het plein Plaza de Cibeles.
- Las Huertas: Deze wijk, rechts van de straat Paseo del Prado en ten noorden van Calle Atocha is gekend door de schrijvers en dichters die hier ooit woonden. Een van de bezienswaardigheden is het huis van de schrijver Cervantes, waarin hij in 1616 stierf. Gedurende de laatste jaren is het het zoveelste mekka van het nachtleven geworden, waar elke dag duizenden Madrilenen en toeristen van bar naar bar gaan, vooral rondom Calle de las Huertas en Plaza Santa Ana.[(sinds) wanneer?]
- Gran Vía: een van de verkeersslagaders van de stad. Deze straat is vooral een winkelstraat, maar ook hotels, bioscopen en uitingen van het nachtleven. Een van de straten in deze wijk, de “Calle Fuencarral” is een van de populairste van de stad geworden, mede doordat het het hippe “Chueca” met het bohemien “Malasaña” district verbindt.
- Lavapiés: Dit is van oorsprong een van de armste wijken in de binnenstad, het heeft wel zijn authentieke “Madrid-karakter” weten te behouden. Er wonen immigranten (Chinezen, Indiërs en inwoners afkomstig uit het Caribisch gebied), maar ook kunstenaars en schrijvers, waardoor een gemengd straatbeeld is ontstaan. Door de immigranten heeft de wijk een grote variatie aan winkels gekregen, waar van alles en nog wat te koop is.
- Latina: In en rondom deze zone liggen de beginselen van Madrid. Het is lastig om precies een grens om dit gebied te trekken, omdat net als in de omliggende wijken, de straten kronkelig en smal zijn. De wijk heeft veel bars en er zijn een aantal kerken te bezichtigen. Aan de oostkant van deze wijk bevindt zich de vlooienmarkt Rastro. Ook vindt men er het Plaza de la Paja. Aan de andere kant grenst Latina aan het “Plaza Mayor” en “Los Austrias”, een ander mooi deel van Madrid.
- Aravaca: Aravaca is zonder twijfel de duurste wijk van de stad, bestaande uit vrijstaande huizen met tuinen. De wijk staat vol met parken en grenst aan het bos genaamd “Casa de Campo”.
- Opera: In deze wijk staat het “Teatro Real” (Koninklijk Theater), tegenover het Koninklijk Paleis. Dit is het werkpaleis van de Spaanse koning, de administratie van het Spaans koninklijk hof is hier gehuisvest. In deze wijk ligt het koninklijke klooster van la Encarnacion en staat de Onze-Lieve Vrouwekathedraal van de Almudena.

## Cultuur

### Nachtleven
De stad kent een uitgebreid nachtleven met een groot aantal bars, clubs en discotheken. Ze zijn te vinden in en rondom het centrum met concentraties in Chueca, Malasaña en rond de Calle de las Huertas.

### Media
In Madrid worden de meeste van de landelijke Spaanse dagbladen uitgegeven. De krant met de grootste oplage is El País, gevolgd door El Mundo en ABC. In Madrid wordt ook de sportkrant Marca uitgegeven.

### Stierenvechten
Madrid heeft de grootste stierenvechtarena van Spanje, genaamd Las Ventas. De arena werd geopend in 1931 en er kunnen 25.000 toeschouwers een stierengevecht in bijwonen. Het stierenvechtseizoen begint in maart en eindigt in oktober. Vanaf maart tot juni, de zogenaamde “San Isidro periode” van Madrid, zijn er elke dag stierengevechten en de rest van het seizoen alleen op zondag. De arena wordt ook gebruikt voor andere evenementen zoals muziekconcerten. Ondanks protesten zowel uit Spanje als elders zijn er voorlopig geen plannen te stoppen met het stierenvechten.

### Gastronomie
Madrid heeft zijn eigen variant op de Spaanse keuken, die verschilt van de Mediterrane keukens in Barcelona of Valencia. Aan zee eet men meer vis en schaaldieren, pasta, rijst en mediterrane groenten. De traditionele keuken van Madrid bestaat zowel uit vlees als vis, peulvruchten, eieren, honderden soorten worst en stoofpotten. De ‘cocido madrileño’ is het meest traditionele voorbeeld van een Madrileense stoofpot. Madrid staat in Spanje bekend als de stad waar het eten in de restaurants ‘casera’ oftewel huiselijk is. Dat betekent dat het eten vers wordt bereid, in veel gevallen met Spaanse producten. In de stad worden op sommige plaatsen de Spaanse tapas op traditionele wijze geserveerd, namelijk gratis bij een drankje.

### Sport

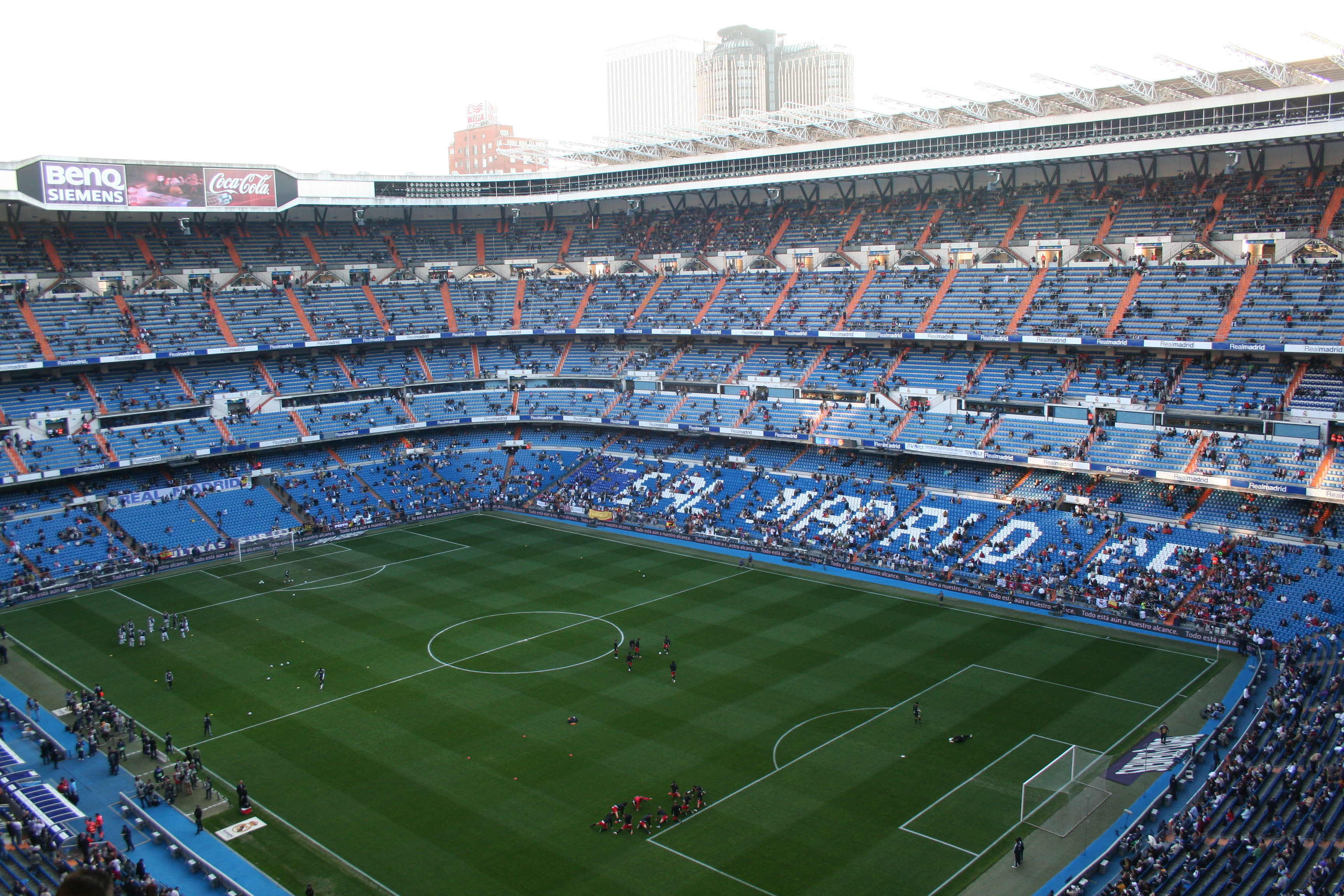
Bernabéu-stadion van Real Madrid

Madrid heeft twee grote voetbalclubs: Real Madrid en Atlético Madrid. Beide verenigingen hebben een eigen stadion, respectievelijk Santiago Bernabéu en Wanda Metropolitano. Rayo Vallecano is de derde voetbalclub van de stad. In 1964 werd het EK Voetbal en in 1982 werd het WK Voetbal in Madrid gehouden. In beide toernooien werd de finale gespeeld in het Bernabéu-stadion. Voor het WK werd eveneens het Estadio Vicente Calderón gebruikt. Verder zijn diverse andere internationale finales in het clubvoetbal in Madrid gespeeld.
De stad heeft twee bekende basketbalteams, een motorcircuit en een Formule 1 circuit. Men kan ook vlak bij Madrid skiën, in de bergen van de “Sierra de Guadarrama”, waar de skioorden Valdesqui en Navacerrada liggen.
In 2005 werd in Madrid het wereldkampioenschap wielrennen georganiseerd. De laatste etappe van de wielerkoers Ronde van Spanje gaat doorgaans naar Madrid.
Jaarlijks spelen in het voorjaar dames en heren het tennistoernooi van Madrid. De wedstrijden worden gespeeld op gravel in het sportcomplex Caja Mágica.
Madrid heeft zich meermaals kandidaat gesteld voor de organisatie van de Olympische Zomerspelen. Het IOC gaf de voorkeur aan andere steden.

## Verkeer en vervoer

### Wegverkeer

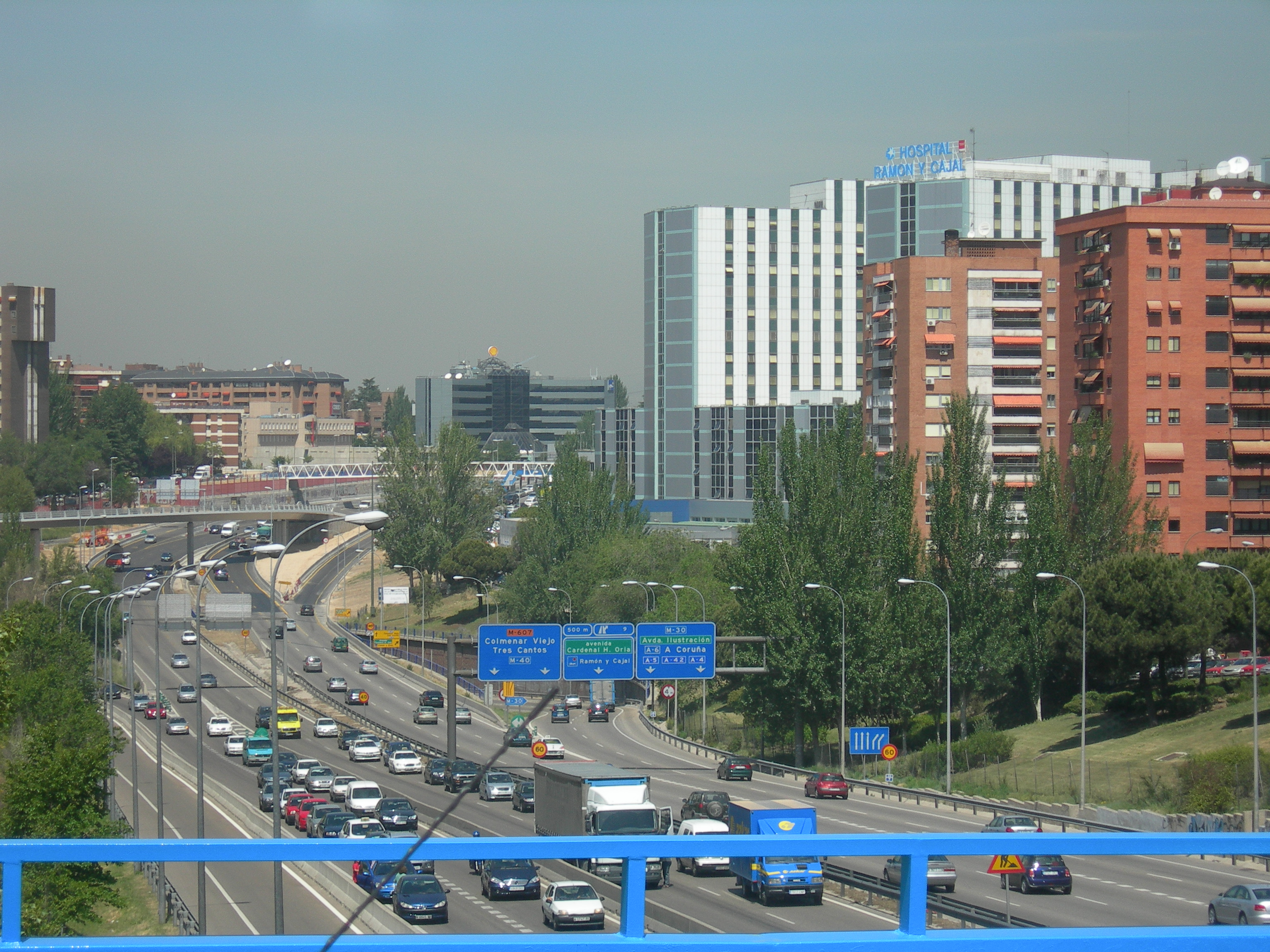
De M30, de "kleinste" ringweg van Madrid

Madrid stond lang bekend als nachtmerrie voor het wegverkeer. De binnenstad bestaat uit een netwerk van tot 8 rijstroken brede wegen zoals de Gran Vía, Avenida del Mediterráneo, Paseo de la Castellana, Avenida de América en eromheen kronkelende straten. De infrastructuur van de stad is omvangrijk, het heeft een netwerk van zeven nationale snelwegen die naar alle uithoeken van het land uitwaaieren en vier ringwegen. De snelwegen hebben uiteenlopende nummeringen (zoals R-5, A2 etc), en de bevolking onderscheidt ze vooral door de stad waar iedere weg uiteindelijk naartoe leidt:
- A-1: Burgos en Donostia-San Sebastian
- A-2: Zaragoza en Barcelona
- A-3: Valencia
- A-4: Córdoba en Sevilla
- A-42: Toledo
- A-5: Badajoz en Lissabon
- A-6: A Coruña

Het autoverkeer in en rondom Madrid is een complex gegeven. Door de groei van het aantal auto’s in en rondom de stad raakte de oude ringweg aan het eind van de jaren 70 zwaar overbelast. Op sommige punten waren er soms letterlijk de gehele dag files. Een bouwproject van twee nieuwe ringwegen, op sommige punten 12 rijstroken breed, moest dit probleem oplossen. Een aantal jaar later bleek dit onvoldoende en werd een vierde, nog grotere ringweg geconstrueerd, de M-50. De zeven snelwegen die door Madrid snijden, worden met elkaar verbonden door de ringwegen, die zelf op sommige punten kruisen, samenvoegen en vervolgens weer splitsen. Toch is dit wegennet niet genoeg voor de zes miljoen inwoners van de agglomeratie en men kampt nog met files, zowel overdag als ’s nachts. Hierdoor zijn de voorbereidingen gestart voor een vijfde ringweg, de M-60 die 170 kilometer lang wordt en een aantal ringwegen onderling zal verbinden.
In 2015 zijn er vier ringwegen en is er een vijfde in aanleg:
- M-30: 33 kilometer
- M-45: 42 kilometer
- M-40: 63 kilometer
- M-50: 85 kilometer
- M-60: 170 kilometer, in aanleg

### Luchthaven

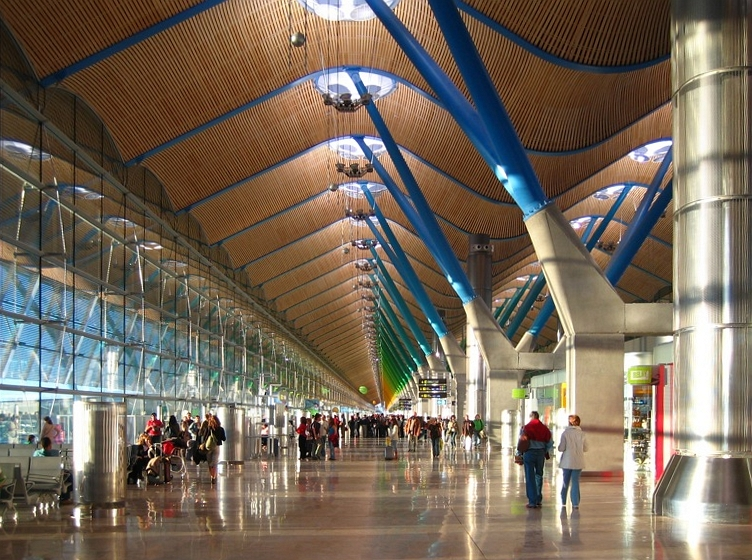
Terminal T4 van luchthaven Barajas

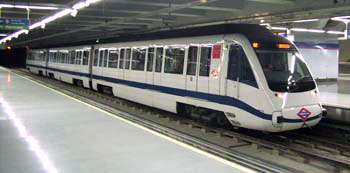
Een metro, type 8000

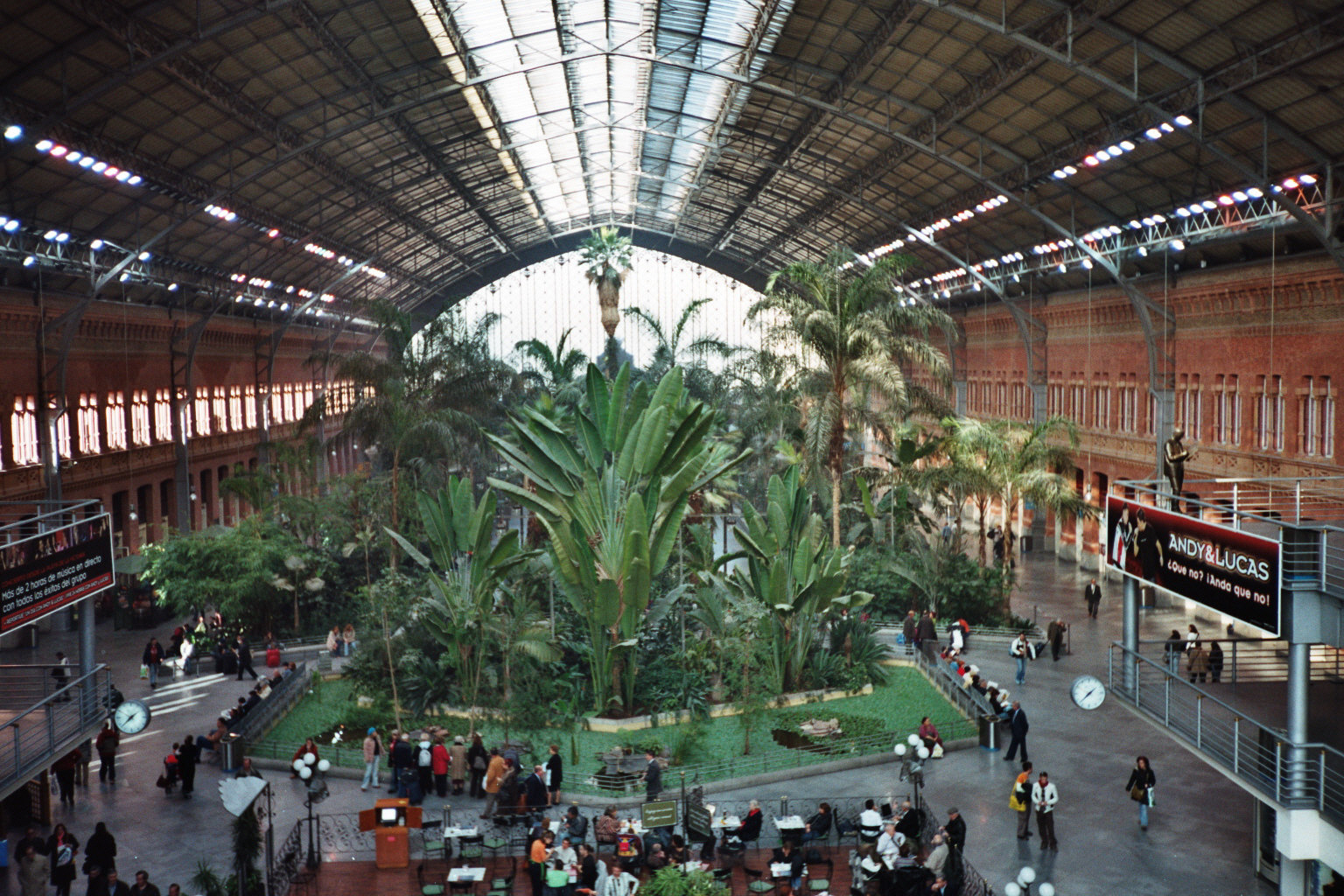
Het treinstation Atocha

De luchthaven van Madrid heet Barajas, en is de thuisbasis van Iberia. De luchthaven is de belangrijkste van Europa voor vluchten naar Zuid-Amerikaanse steden en het Caribisch gebied. In 2019 reisden er ruim 60 miljoen passagiers doorheen. In 2005 is er een vierde terminal gebouwd, genaamd de T4, de grootste luchthaventerminal van Europa. Er zijn daardoor aanzienlijk minder vertragingen op Barajas en heeft de luchthaven nu een capaciteit van 70 miljoen reizigers per jaar. Er zijn weinig bestemmingen in Azië en relatief weinig directe vluchten naar Noord-Amerika. Op dit punt heeft Madrid nog een achterstand ten opzichte van de grote Europese luchthavens zoals Parijs, Londen, Frankfurt, en Amsterdam.

### Metro
Het metronetwerk van Madrid is de op Londen en Parijs na grootste van Europa. Het netwerk bestaat uit 13 compleet ondergrondse lijnen met 326 stations. Ook bestaat er de Metro Ligero, drie sneltramlijnen die deels ondergronds zijn.

### Trein
In de nabije omgeving van Madrid rijden de Cercanías, een netwerk van regionale treinen. Het knooppunt voor deze treinen is Atocha. Ook is Madrid het knooppunt voor de AVE, de hogesnelheidslijnen naar Barcelona en Málaga. Van het stadsgewestelijk netwerk in verschillende Spaanse steden, de Cercanías Renfe, is dit het grootste. Het bestaat uit 13 lijnen die Madrid verbinden met nabijgelegen plaatsen en verre buitenwijken.

## Stedenbanden
Madrid voert een actief beleid voor het onderhouden van stedenbanden. Madrid onderhoudt relaties met zustersteden, maakt deel uit van de Unie van Ibero-Amerikaanse hoofdsteden en heeft overige banden met steden.
Zustersteden
| - Abu Dhabi (Verenigde Arabische Emiraten) - Berlijn (Duitsland) - Bordeaux (Frankrijk) | - Malabo (Equatoriaal-Guinea) - Melbourne (Australië) - Miami (Verenigde Staten) | - New York (Verenigde Staten) - Nouakchott (Mauritanië) - Rabat (Marokko) | - Sarajevo (Bosnië en Herzegovina) - Tripoli (Libië) - Warschau (Polen) |  |

Unie van Ibero-Amerikaanse hoofdsteden
| - Andorra la Vella (Andorra) - Asuncion (Paraguay) - Bogota (Colombia) - Buenos Aires (Argentinië) - Caracas (Venezuela) | - Guatemala-Stad (Guatemala) - Havana (Cuba) - Quito (Ecuador) - La Paz (Bolivia) - Lima (Peru) | - Lissabon (Portugal) - Managua (Nicaragua) - Manilla (Filipijnen) - Mexico-Stad (Mexico) - Montevideo (Uruguay) | - Panama-Stad (Panama) - Rio de Janeiro (Brazilië) - San José (Costa Rica) - San Juan (Puerto Rico) - San Salvador (El Salvador) | - Santiago (Chili) - Santo Domingo (Dominicaanse Republiek) - Tegucigalpa (Honduras) |  |

Overige stedenbanden
| - Athene (Griekenland) - Peking (China) - Brussel (België) | - Cebu City (Filipijnen) - Davao City (Filipijnen) - Manilla (Filipijnen) | - Moskou (Rusland) - Parijs (Frankrijk) - Praag (Tsjechië) | - Rome (Italië) - Zamboanga City (Filipijnen) |  |